# Мигдаль степовий
Слива ніжнювата, мигдаль низенький, степовий мигдаль, Мигдаль степовий, мигдаль низький, бобчук (Prunus tenella або Amygdalus nana) — вид рослин родини Розові (Rosaceae). У природних умовах зустрічається в степах Євразії. Усі частини рослини отруйні.
Бобівником ще називають іншу рослину родини Бобові — золотий дощ.

## Опис

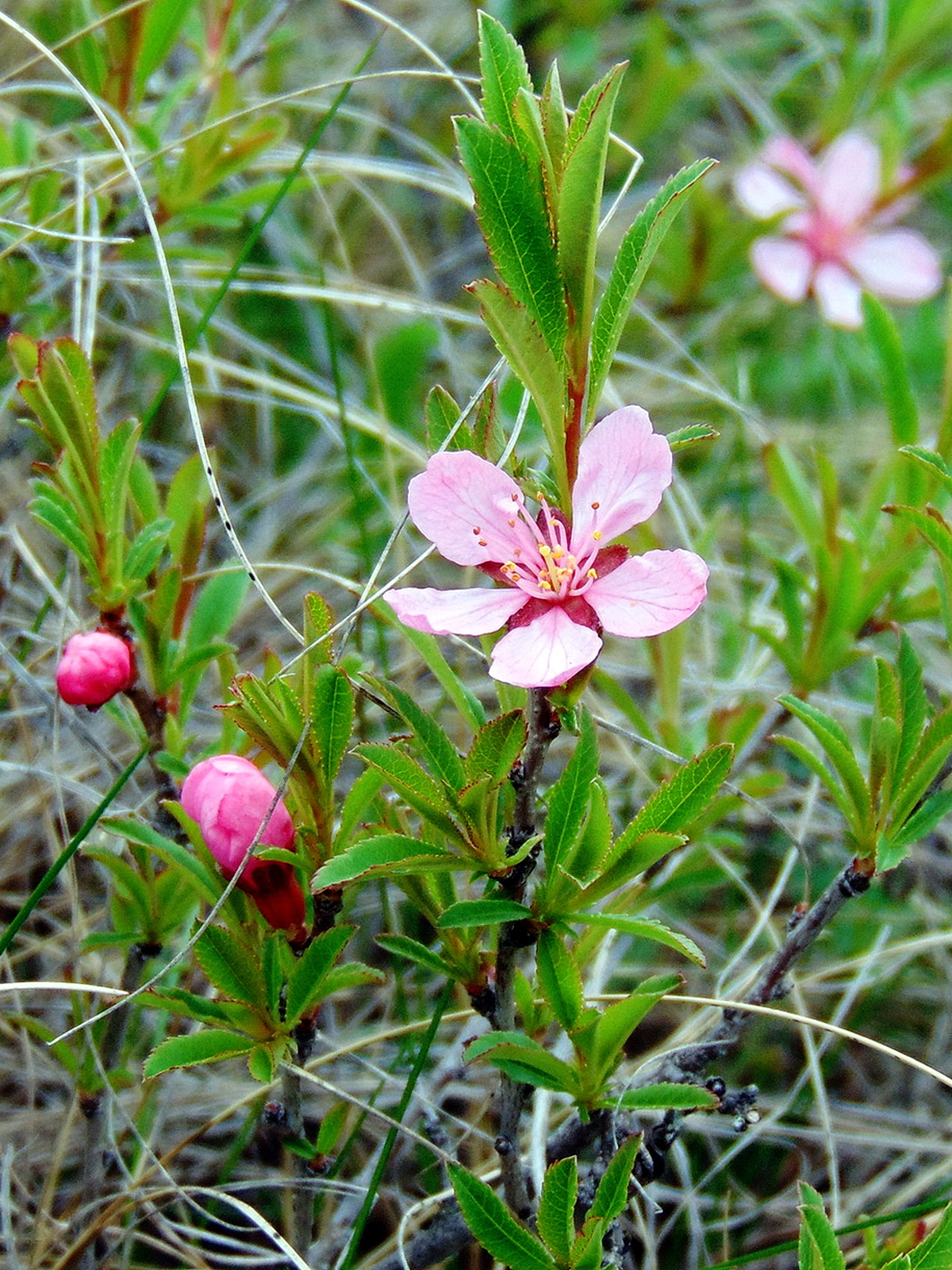

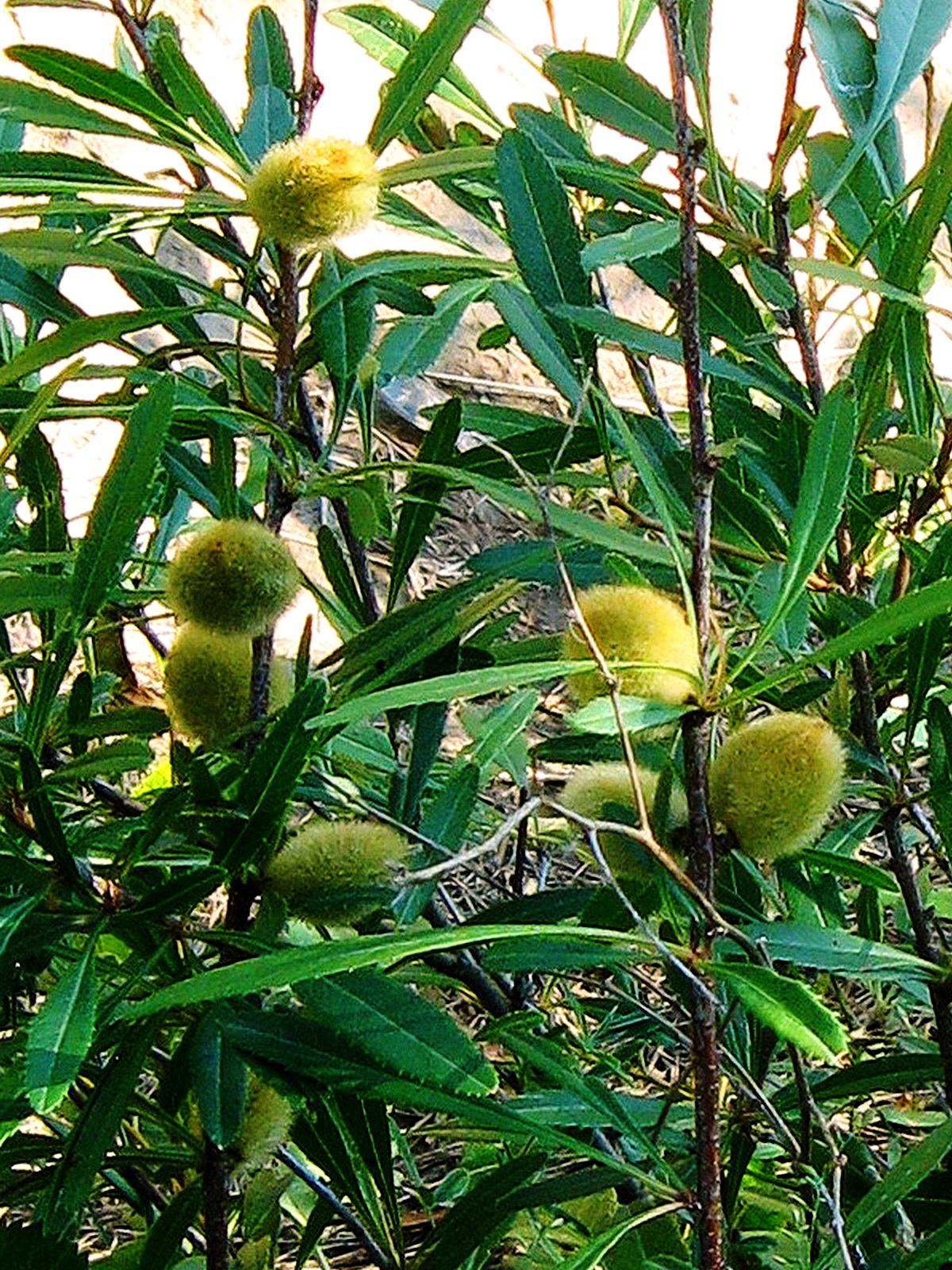

Невисокий, 0,3—1,2(1,5) м заввишки, неколючий листопадний кущ, з голими, спрямованими вгору гілками і численними, більш-менш розлогими, вкороченими гілочками. Кора на однорічних пагонах білувата або червонувато-коричнева, на багаторічних — червонувато-сіра або сіра. До розпускання в бруньках листки вздовж складені. Листки чергові, прості, лінійно-ланцетні або видовжено-овальні, голі, при основі звужені в короткий черешок, на верхівці гострі, пилчасто-зубчасті, 2,5—7,5 см завдовжки і 0,5—2,5 см завширшки, темно-зеленого кольору; на вкорочених гілочках вони сидять пучками, на ростових пагонах — здебільшого поодинокі. Прилистки лінійні або лінійно-ланцетні, цілокраї, на верхівці загострені або трохи зубчасті, 5—10 мм завдовжки і 1—2 мм завширшки. .
Квітки відносно дрібні, двостатеві, актиноморфні, розташовані на вкорочених гілочках, майже сидячі, на коротких,  2—4 мм завдовжки, ніжках, оточені дрібними буро-коричневими бруньковими лусками, розпускаються одночасно з листками. Оцвітина подвійна, 1—2(2,5) см у діаметрі. Чашолистків і пелюсток по п'ять. Квітколоже трубчасте, по його краю прикріплені чашолистки, пелюстки і тичинки. Трубочка чашечки майже циліндрична, при основі витягнута, обернено-конічна або довгаста,. Частки чашечки видовжено-яйцеподібні, дорівнюють половині довжини трубочки або трохи довші, по краю пилчасті, із рідкими сосочкоподібними залозками. Пелюстки яскраво-рожеві, неправильно видовжено-овальні,  9—12 мм завдовжки і 4—6 мм завширшки, на верхівці тупуваті, іноді неглибоко виїмчасті. Тичинок багато. Зав'язь гола. Плід — однонасінна кістянка, вкрита волохатою повстю, яйцеподібно-округла, трохи стиснута, білувато-жовтуватого або солом'яного кольору, 9—12 мм завдовжки і 4—6 мм завширшки, з розкривним оплодієм. Кісточка стиснута,  яйцеподібно-округла, скошена, майже гладенька або неглибоко неправильно сітчасто-борозниста, з товстим черевним швом і килюватим спинним швом, при основі пряма або трохи відтягнута, на верхівці тупа або трохи коротко-загострена. 2n = 16.

## Поширення
Природний ареал охоплює степові і лісостепові (південь) регіони країн Центральної і Східної Європи, Кавказу, Центральної Азії і Західного Сибіру.
В Україні поширений на півдні Лісостепу, рідко; в Степу і Криму, спорадично.

## Життєвий цикл
У межах ареалу цвіте з травня по червень, в Україні — у квітні—травні. Відомі випадки аномального цвітіння в кінці літа — на початку осені (Запорізька область). За темпами вегетативного розмноження відноситься до вегетативнорухливих видів рослин. Запилення здійснюється за допомогою комах (ентомофілія). Плодоношення в липні—серпні. За способом поширення насіння відноситься до барохорів (діаспори поширюються під впливом сили тяжіння без участі інших зовнішніх чинників).

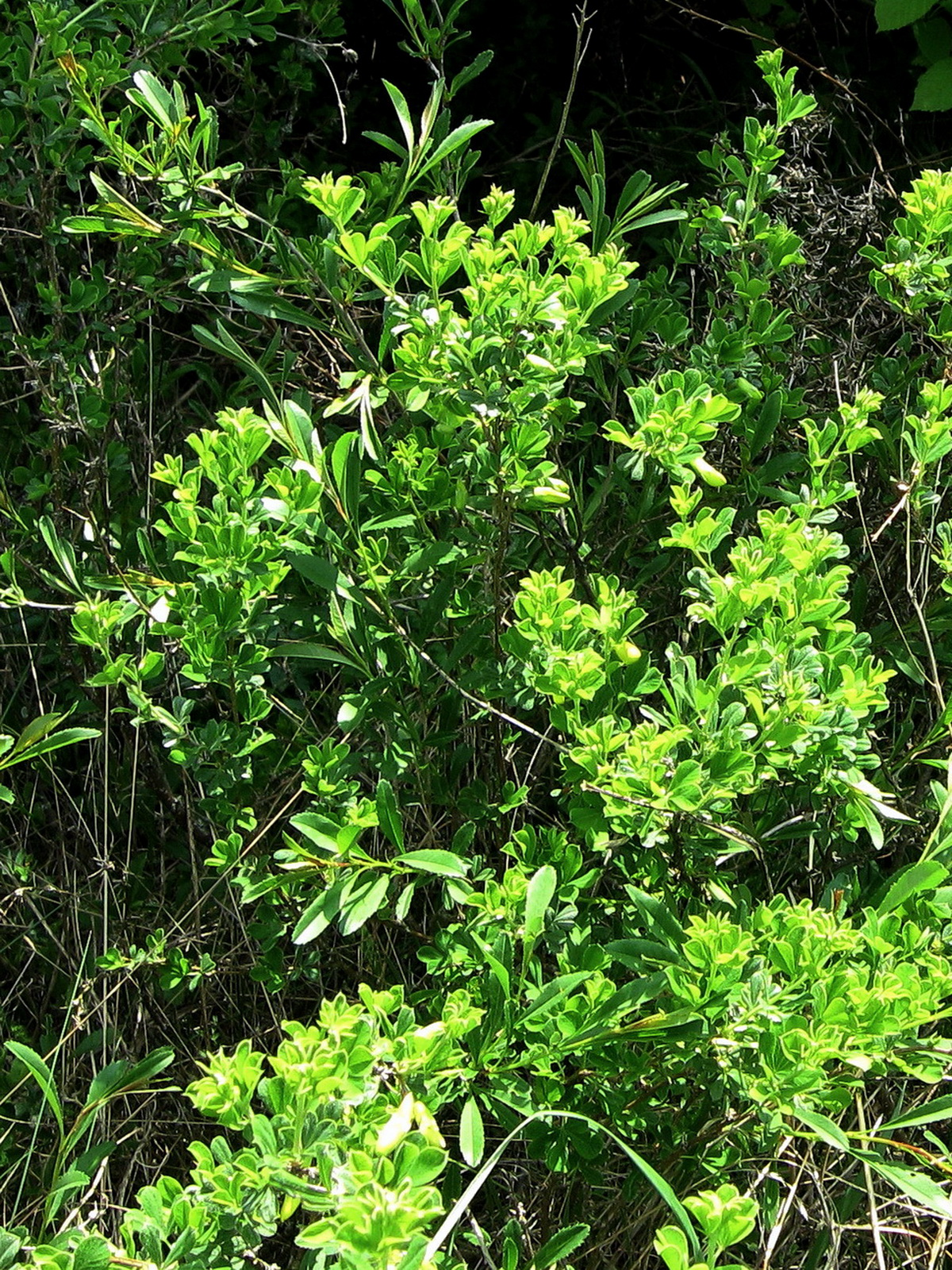
Молоді вегетуючі кущі
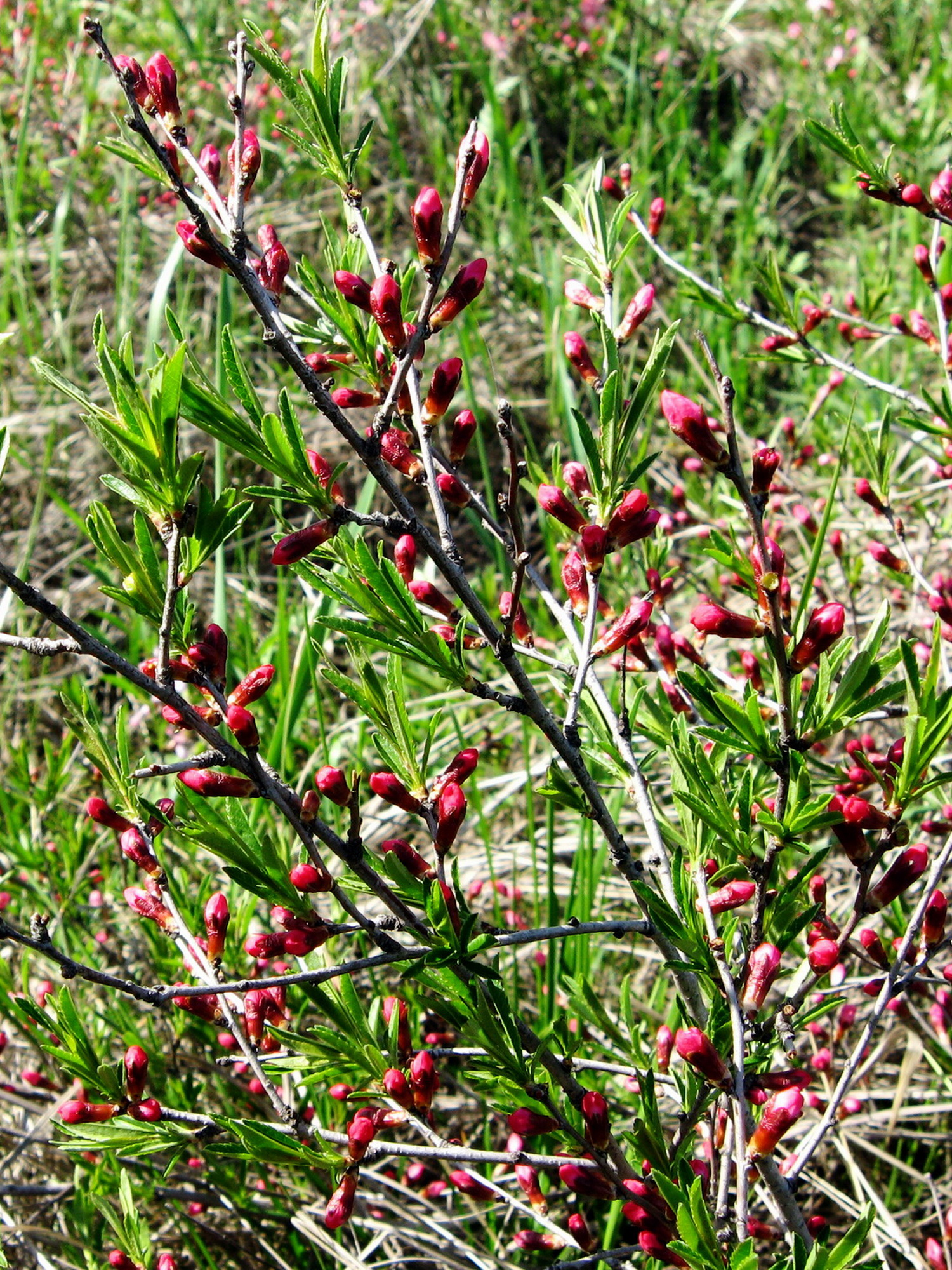
Початок цвітіння (утворення бутонів)
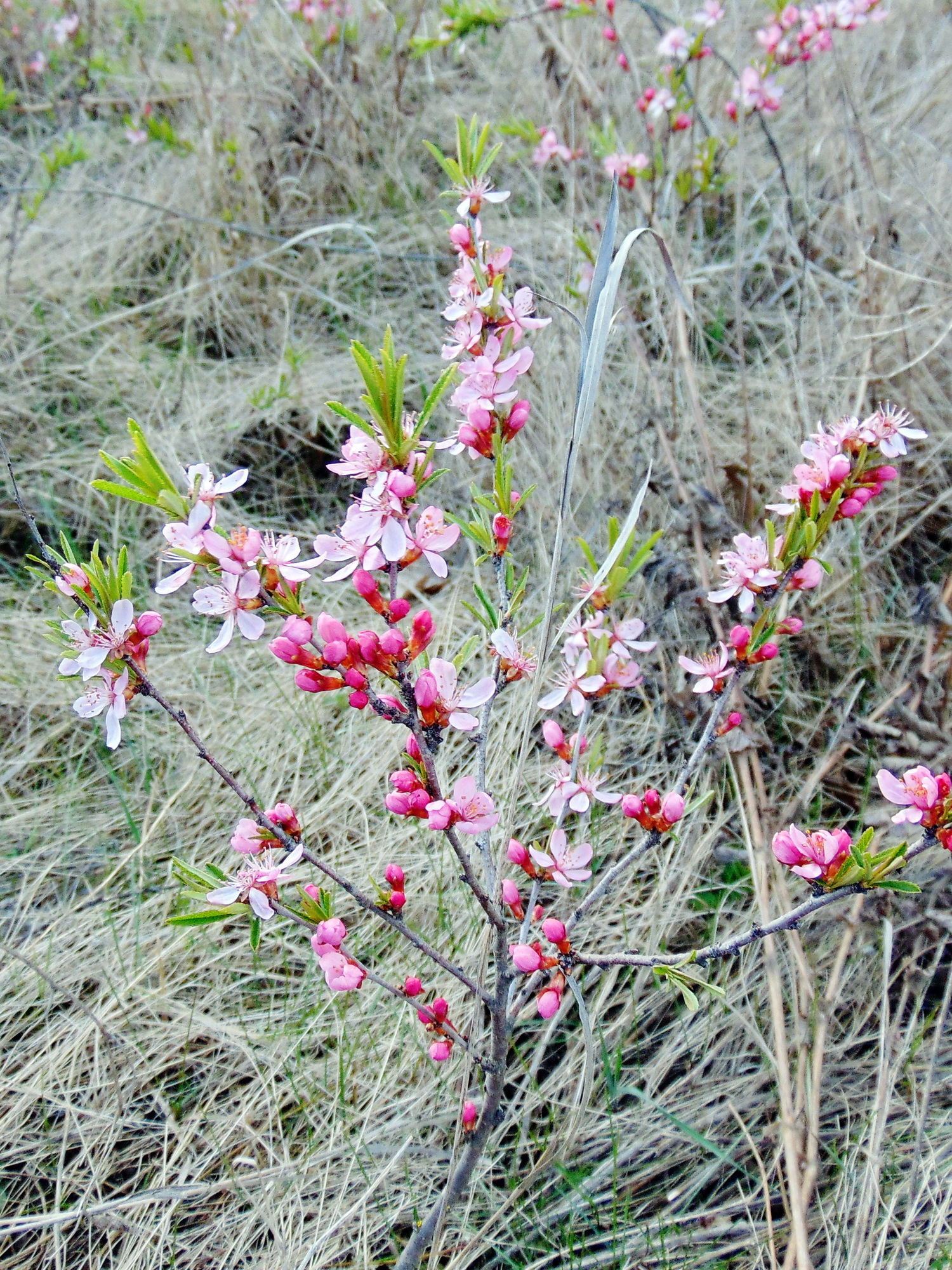
Початок масового цвітіння
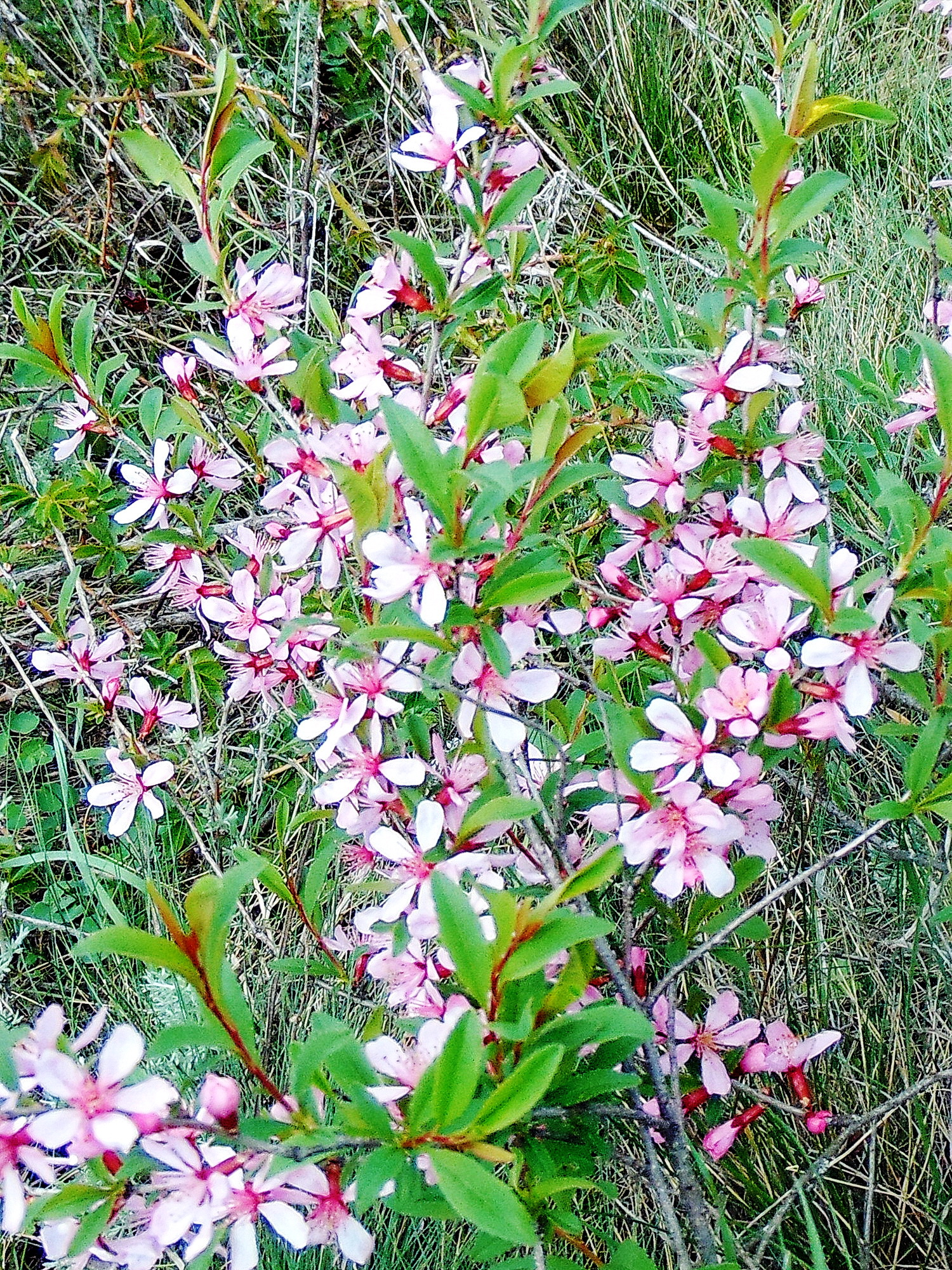
Масове цвітіння
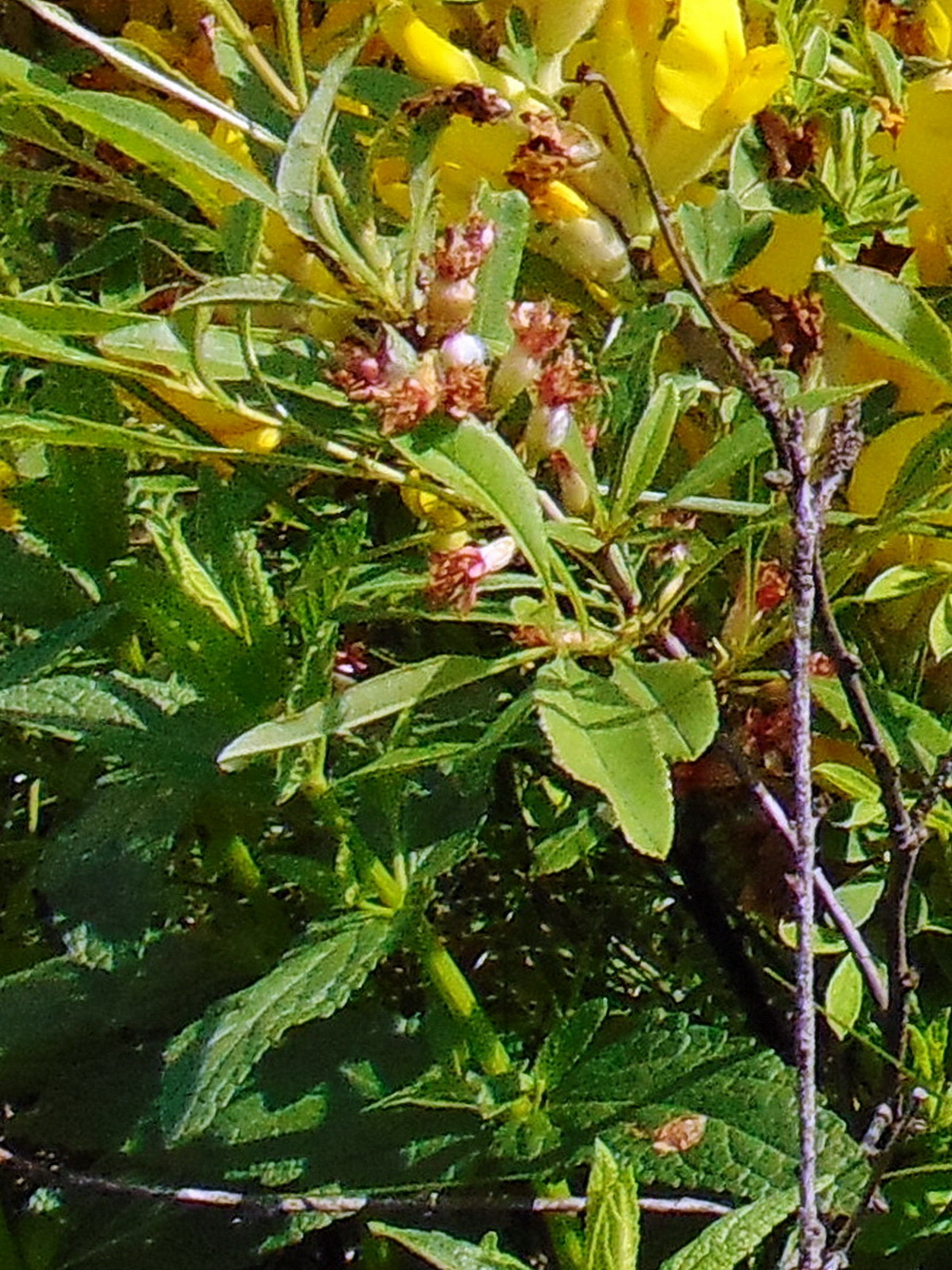
Кінець цвітіння
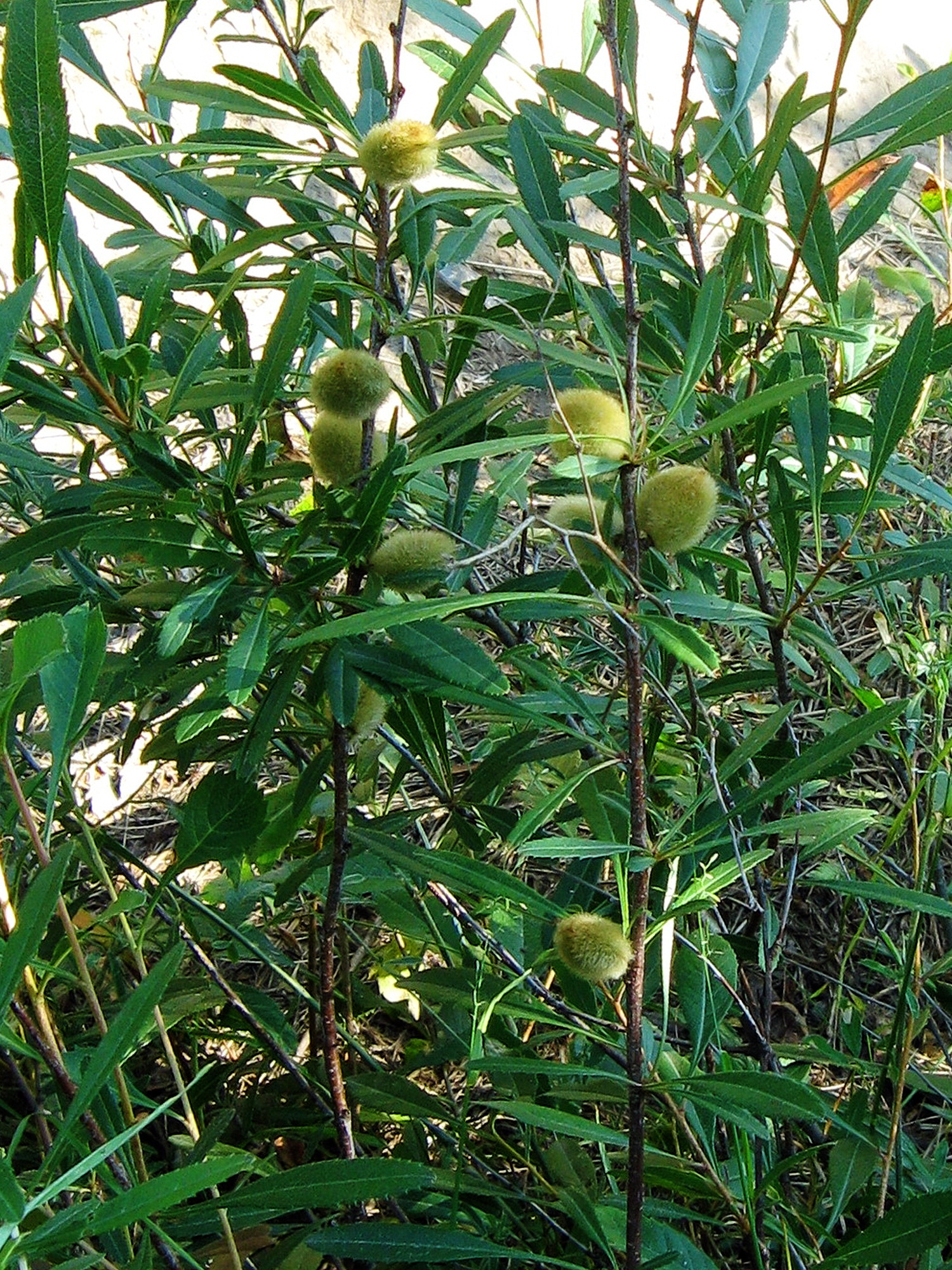
На стадії плодоношення

## Екологія

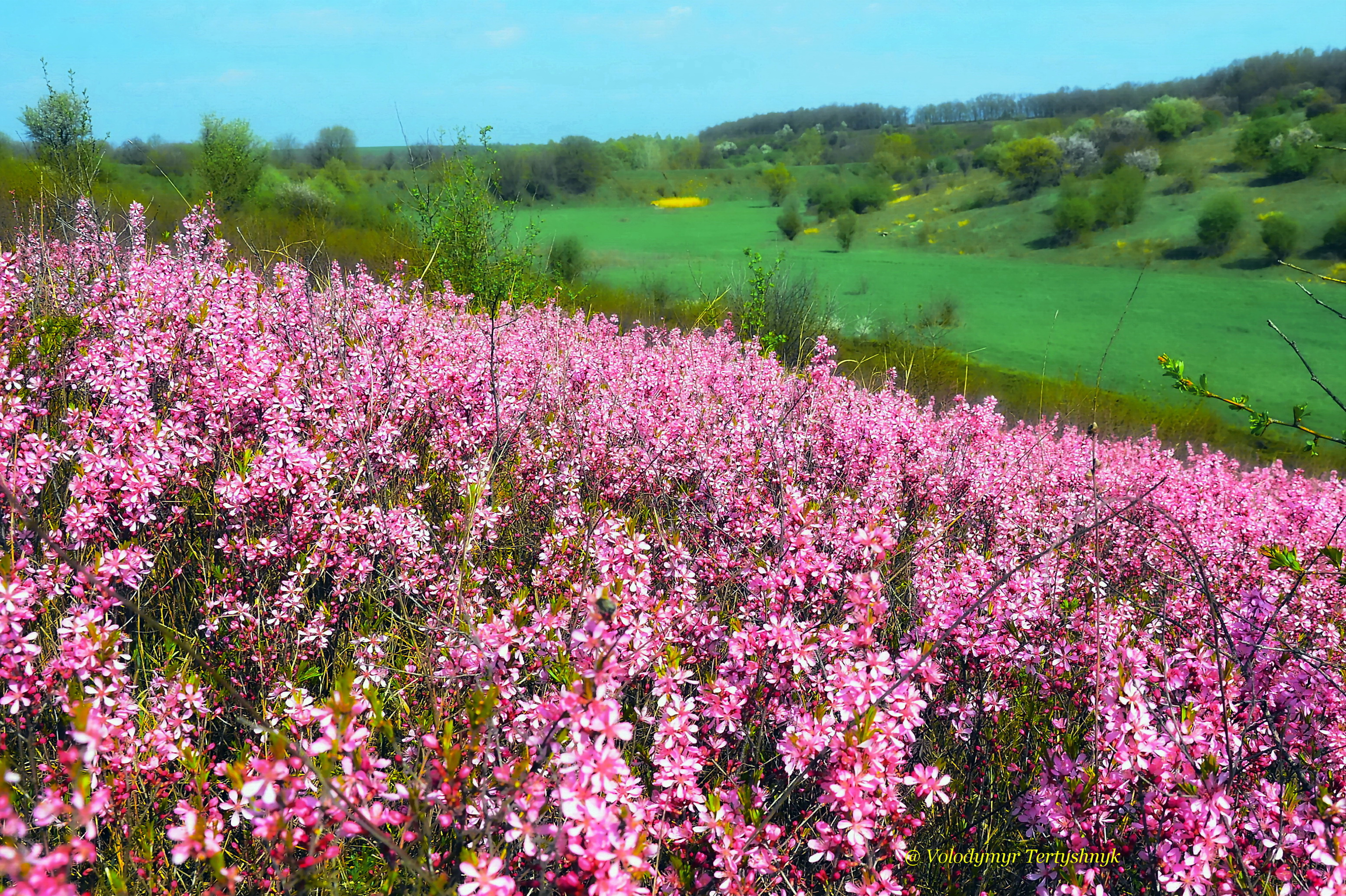
Мигдаль степовий. Дніпропетровська область

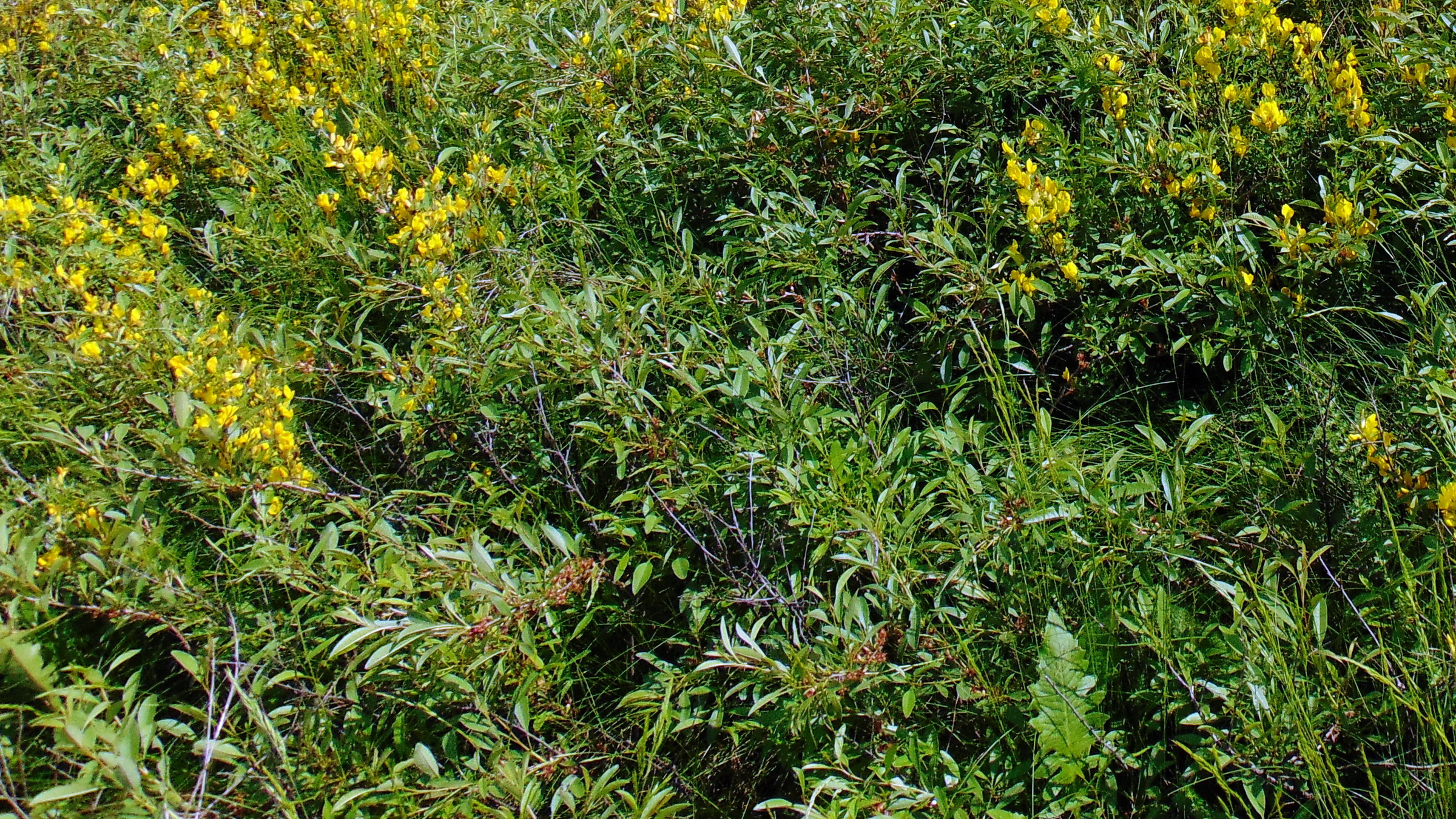
Формація мигдалю степового із караганою кущовою. Запорізька область

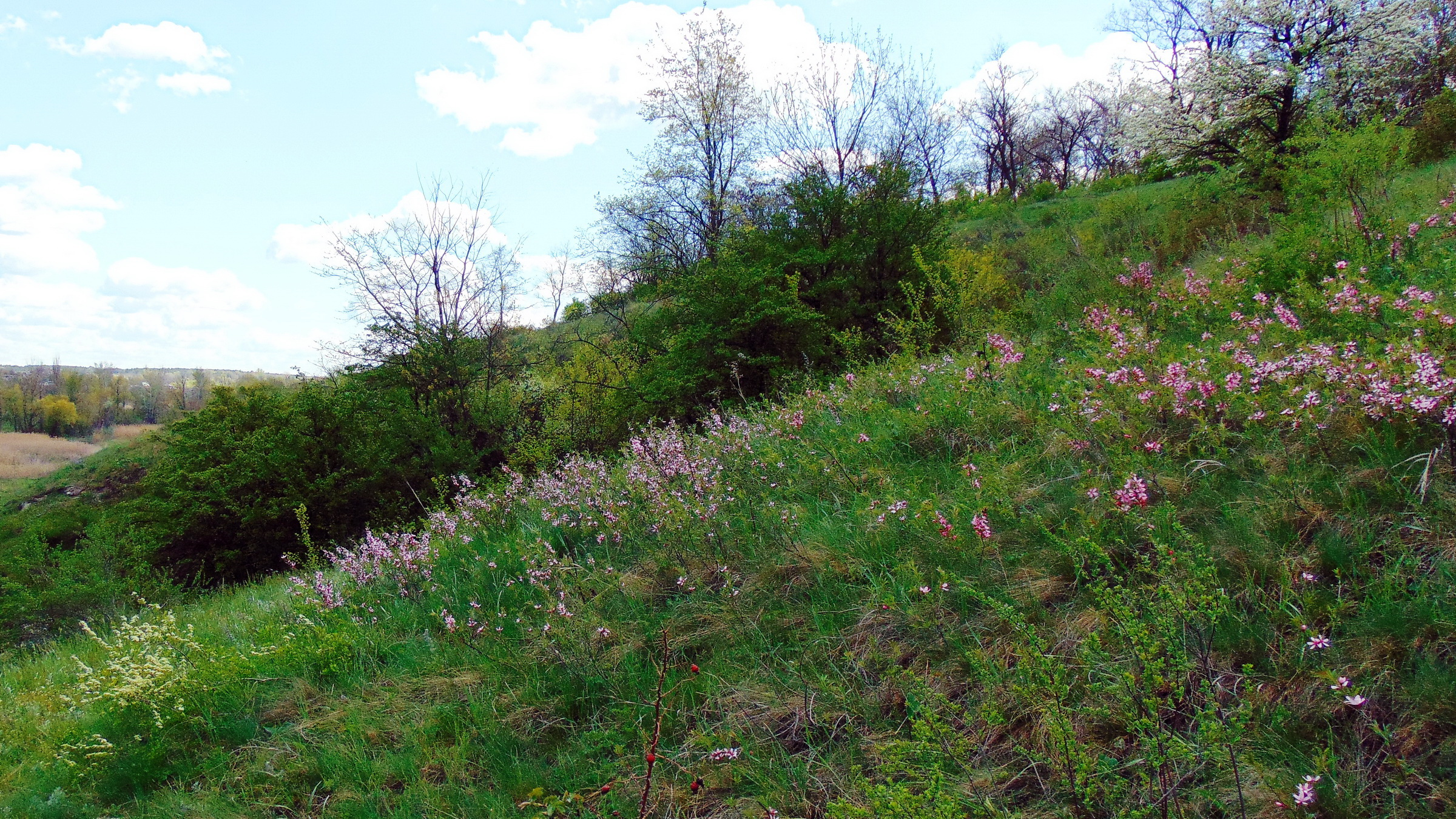
Формація мигдалю степового. Запорізьке Правобережжя

Мигдаль степовий за сезонним життєвим циклом (життєвою формою за Раункієром) належить до невисоких чагарників (хамефітів).
Рослина світлолюбна (геліофіт), досить посухостійка (мезоксерофіт), відносно морозостійка (мезотерм — походить з помірного кліматичного поясу), а також вимоглива до плодючості ґрунтів (мегатроф).
Є типовим мешканцем відкритих, переважно степових (степант), та інтразональних кам'янистих  (факультативний петрофіт) ландшафтів. У Східній Європі зростає в степах (в підзонах різнотравно-лучних і різнотравно-ковилових степів), по схилах балок, в западинах, лощинах, на галявинах і узліссях байрачних лісів, на багатих гумусом, промитих ґрунтах; у гори піднімається до 1200 м над р. м..
В Україні зростає на степових і кам'янистих схилах, де місцями утворює зарості.
В умовах Запорізької області зустрічається в балках і долинах річок, переважно у складі степових і петрофітних рослинних угруповань, подекуди — на прилеглих суходільнолучних ділянках та на узліссях серед розрідженої байрачно-лісової і штучно-лісової рослинності.

## Охорона

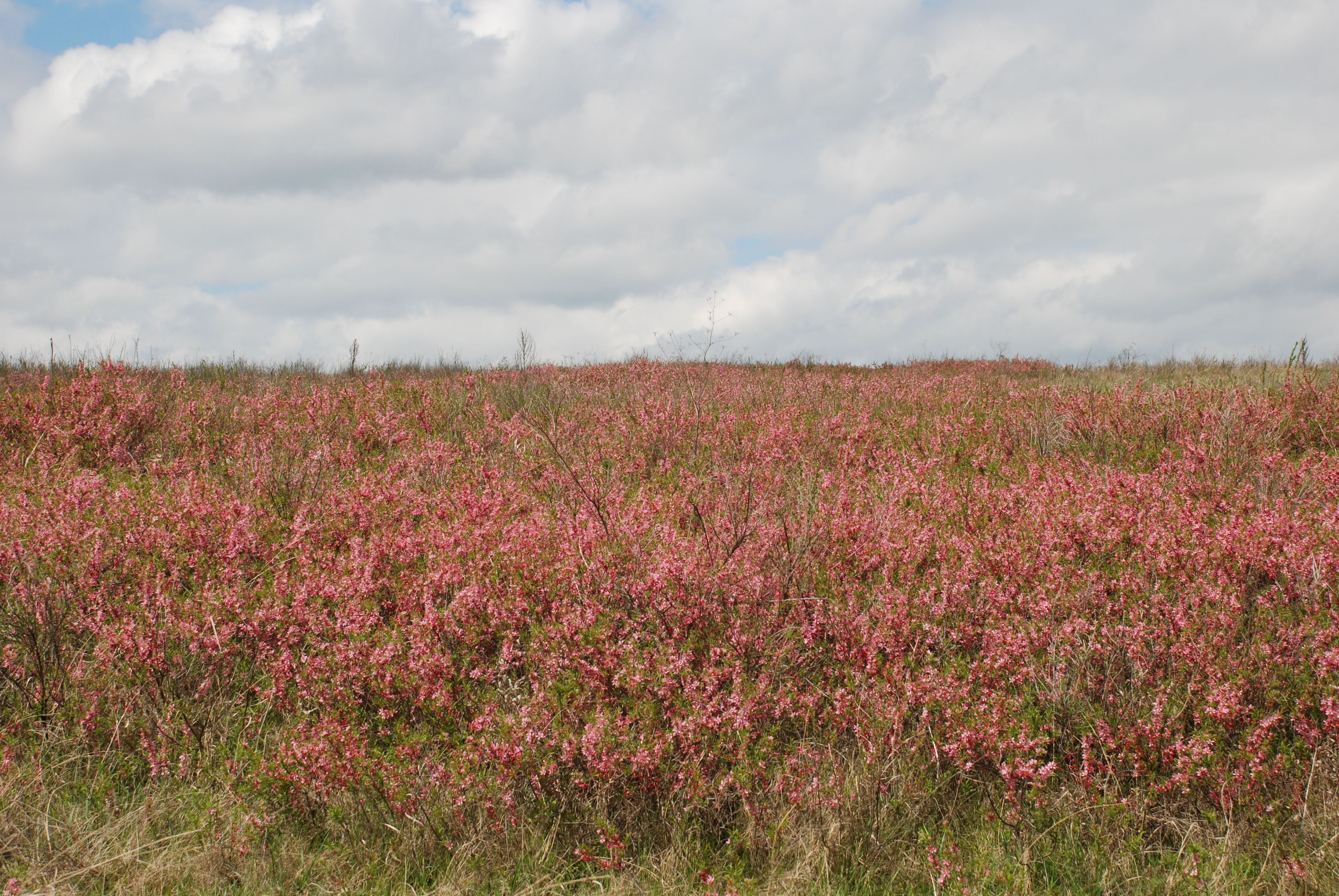
У Луганському природному заповіднику

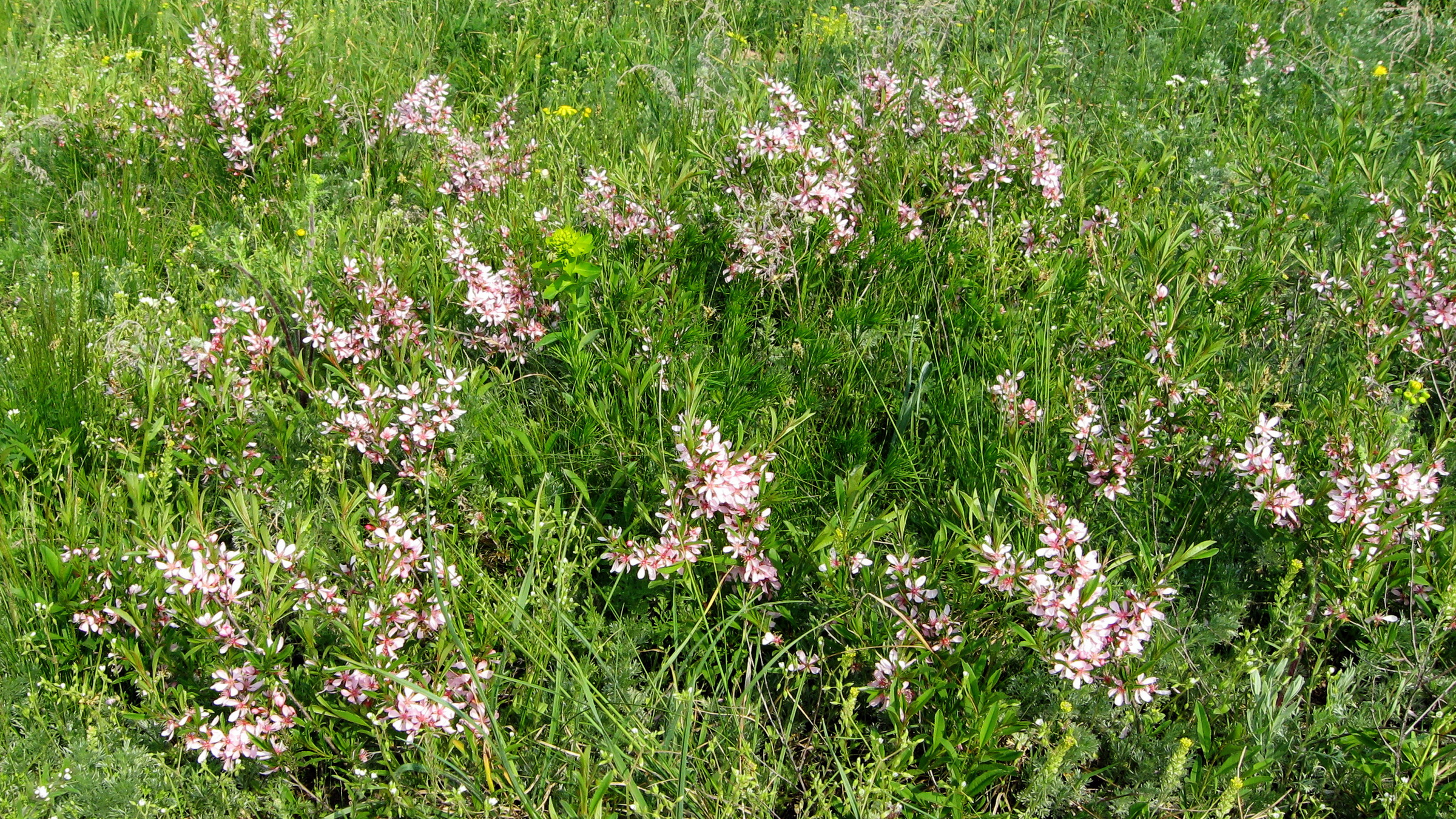
У Національному заповіднику «Хортиця»

В Україні вид перебуває під охороною — його занесено до переліків регіонально рідкісних рослин  Вінницької,  Дніпропетровської,  Донецької, Запорізької, Київської, Кіровоградської, Миколаївської, Одеської, Полтавської, Тернопільської, Харківської і Хмельницької областей.
Формація мигдалю степового (Amygdaleta nanae) занесена до Зеленої книги України (3 категорія охорони, статус угруповання «перебуває під загрозою зникнення»). Фітосозологічна значущість: співдомінантами в угрупованні є ковили волосиста, вузьколиста і  найкрасивіша, занесені до Червоної книги України. Ботаніко-географічна значущість: домінант та ряд співдомінантів знаходяться на північній межі ареалу.
Загальне проективне покриття угруповань (асоціацій у межах формації) коливається від 35 до 95 %. Чагарниково-трав'яний ярус з нечіткою вертикальною диференціацію на під'яруси, заввишки 30—60 см, інколи відмічається мохово-лишайниковий ярус. Проективне покриття головного домінанту — мигдалю степового — коливається у різних угрупованнях від 20 до 60 %, співдомінантів в різних угрупованнях (карагани кущової, костриці валіської, стоколосу прибережного, ефедри двоколоскової, тонконогу різнобарвного та ін.) — від 10 до 25 %. Видова насиченість асоціацій коливається від 20 до 40 видів.
Природні популяції виду скорочуються головним чином через руйнування місць зростання внаслідок розорювання, заліснення і випалювання степів, випасання худоби, надмірну рекреацію (місцями), збирання лікарської сировини і на букети, а також викопування для висадження на присадибних і дачних ділянках.
Заходи охорони: моніторинг за станом популяцій та угруповань; виявленні нових місцезнаходжень і включення їх до територій природно-заповідного фонду та екомережі.
В Україні охороняється в Українському степовому природному заповіднику, Луганському природному заповіднику, біосферному заповіднику «Асканія-Нова», національному природному парку «Подільські Товтри».
У Донецькій області охороняється в природному заповіднику «Кам'яні Могили», природному заповіднику «Хомутовський степ», національному природному парку «Меотида», регіональному ландшафтному парку «Донецький кряж», лісовому заказнику «Великоанадольський ліс», ботанічній пам'ятці природи «Урочище Грабове» та ряді інших природно-заповідних об'єктів регіону. Вирощують у Донецькому ботанічному саду НАН України з 1969 р.
У Запорізькій області охороняється в Національному заповіднику «Хортиця», національному природному парку «Великий Луг», комплексній пам'ятці природи «Балка Лукашева», ландшафтних заказниках «Балка Малишевська», «Томаківський» і «Верхів'я балки Канцерівська», ботанічному заказнику «Цілинна балка» та ряді інших природно-заповідних об'єктів регіону.

## Практичне значення

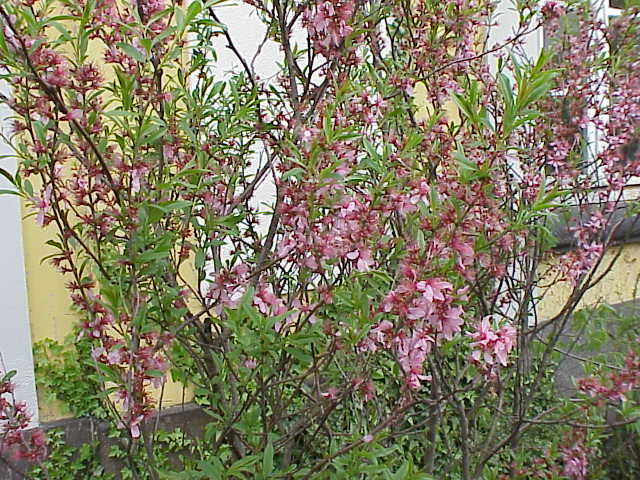

Мигдаль степовий розводять як у межах ареалу, так і за його межами як красивий, ранньоквітучий декоративний чагарник. У культуру введений у XVII ст. Розмножується насінням (після 4-х місячної стратифікації), відводками та літніми живцями. Цвісти починає з 5-річного віку; період цвітіння в залежності від регіону та умов догляду складає 2—4 тижні. Використовується в різних ландшафтних композиціях, особливо ефектно виглядає в поєднанні з хвойними породами, ідеально доповнює кам'янисті гірки та узлісся.
Усі частини рослини містять цианогенний глікозид — амигдалін (2,5—3,5 %). Найбільша його концентрація спостерігається в ядрах (сім'ядолях) плодів, що надає їм гіркого смаку і захищає від поїдання тваринами, у тому числі при їх проростанні. При розщепленні в травному тракті амигдалін виділяє токсичну синільну кислоту, яка здатна суттєво порушувати в організмі клітинне дихання. Після вживанні в їжу сирих ядер мигдалю спостерігається запаморочення, головний біль, слабкість, першіння в горлі, біль у животі, нудота і блювота. Характерними є забарвлення слизових оболонок у синій колір з виділенням з ротової порожнини запаху «гіркого мигдалю». Спостерігається задишка із затримкою на видиху,  можливі судоми, у тяжких випадках — смерть від зупинки дихання на фоні серцевої недостатності.  
В ядрах кісточок міститься близько 20 % жирної та ефірної олії (т. з. мигдалева олія), білок (20 %), крохмаль, слиз, холін, аспарагін, вітаміни групи В, аскорбінова кислота, каротин та мінеральні солі. При їх термічній обробці синильна кислота руйнується, і тоді ядра в невеликій кількості можна вживати в їжу. Після подрібнення їх використовують як пікантні прянощі до рису, птиці, м'яса, а жирну олію — для салатів.
Плоди використовують як сировину для виробництва гіркоминдалевої води й жирної олії. Гіркоминдалеву воду вживають як протикашлевий засіб і при гастралгії. У фармацевтиці олія використовується також в якості компонента мазей проти дерматитів та герпесу. Плоди мигдалю використовуються в народній медицині у вигляді відварів як спазмолітичне при головній та інших болях, при анемії та інших захворюваннях крові, як засіб від кашлю, для примочок від кропивниці і пролежнів (як місцевий седативний засіб) та ін.
Запашна мигдалева олія відома як одна з найдорожчих на косметологічному ринку і входить до складу шампунів, бальзамів, кондиціонерів, поживних і зволожуючих кремів для шкіри обличчя, рук і ніг.
Мигдаль степовий під час цвітіння виділяє тонкий аромат і внаслідок вироблення відносно значної кількості нектару і пилку є добрим ранньовесняним медоносом.

## Галерея
Запорізька область. Запоріжжя. Острів Хортиця

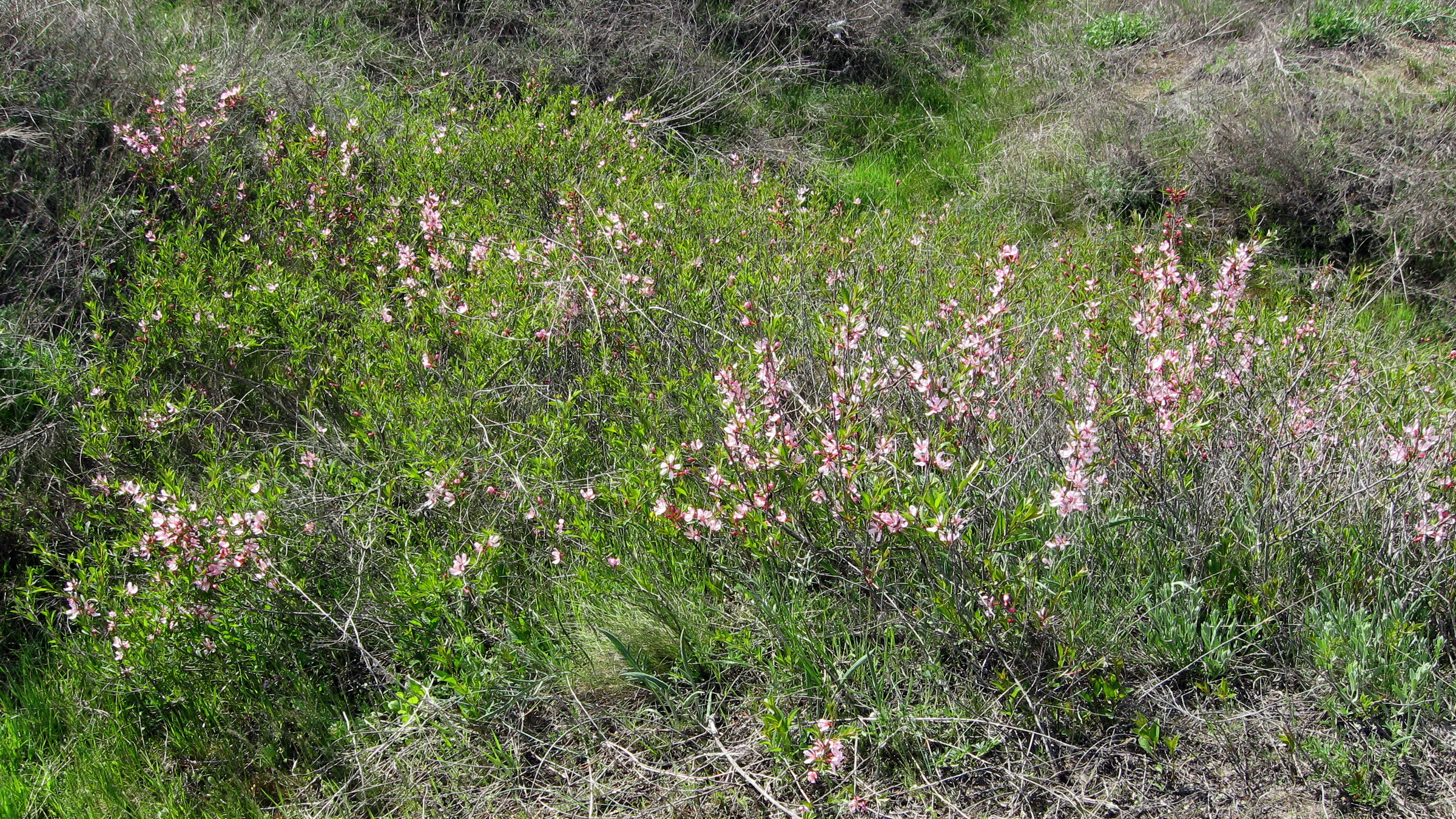
Неподалік від ДніпроГЕСу.
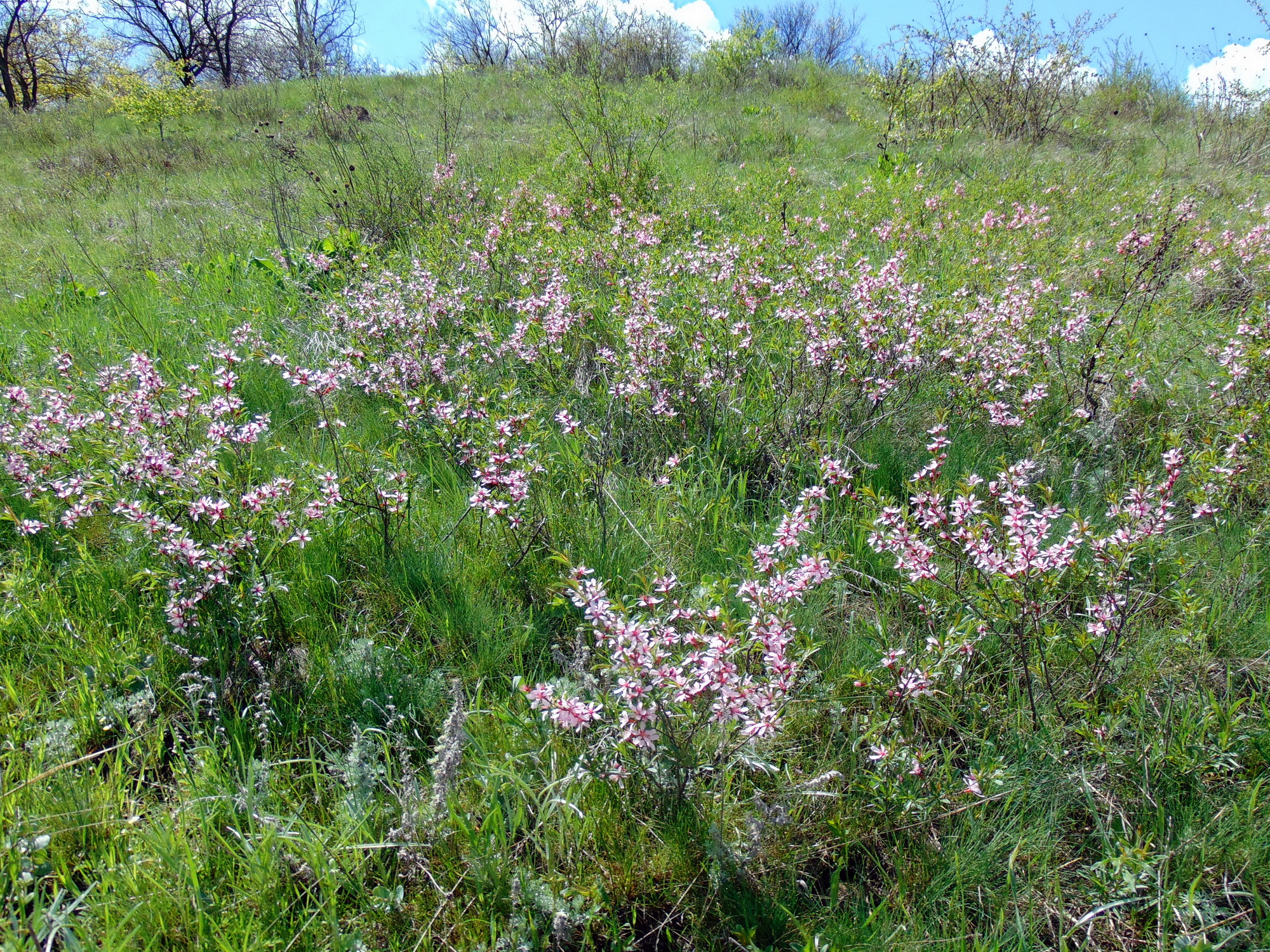
У долині р.Верхня Хортиця
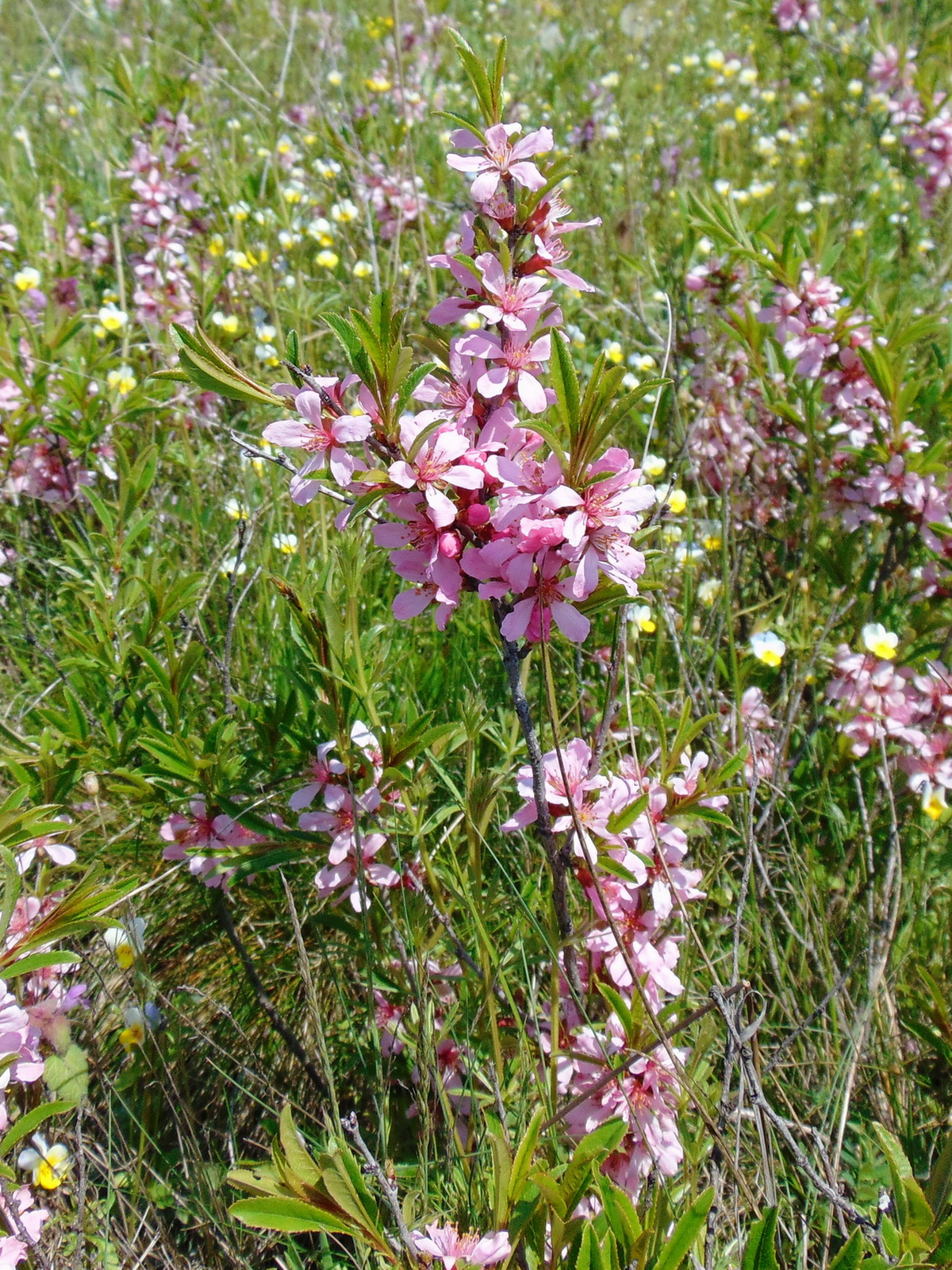
На о.Хортиця
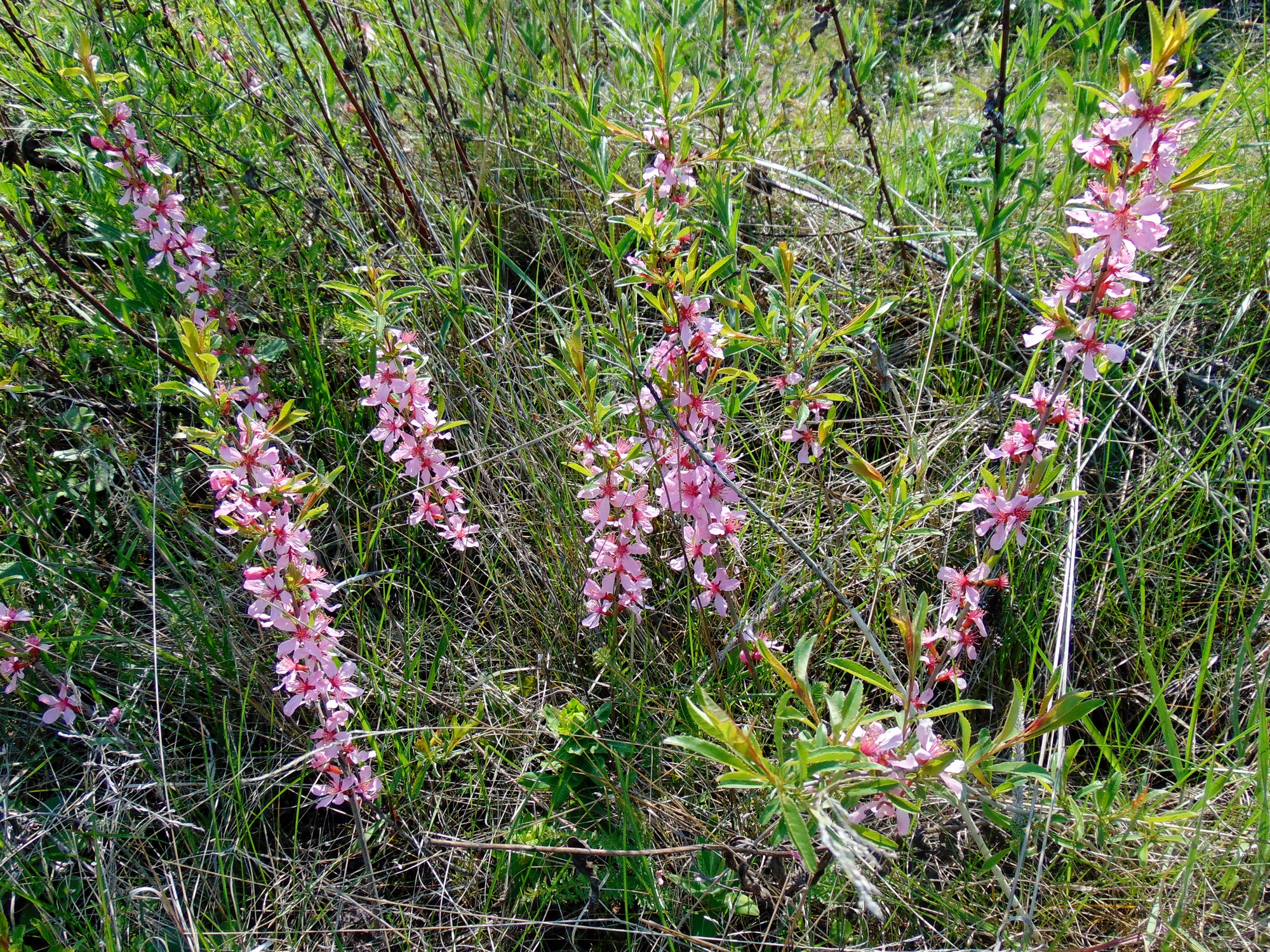
На околиці Хортицького жилмасиву м.Запоріжжя
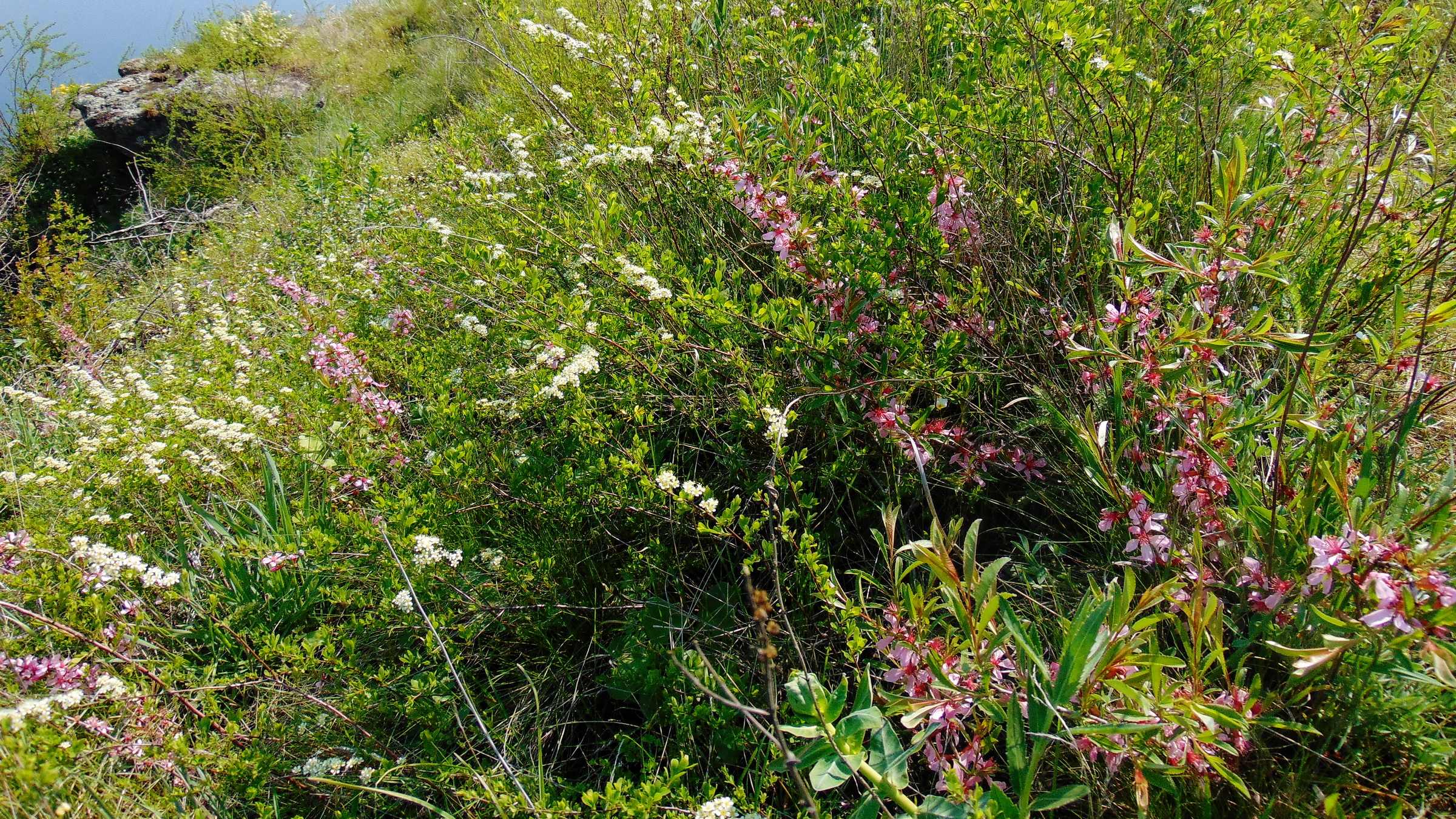
На Дніпрових кручах

Запорізьке Правобережжя 

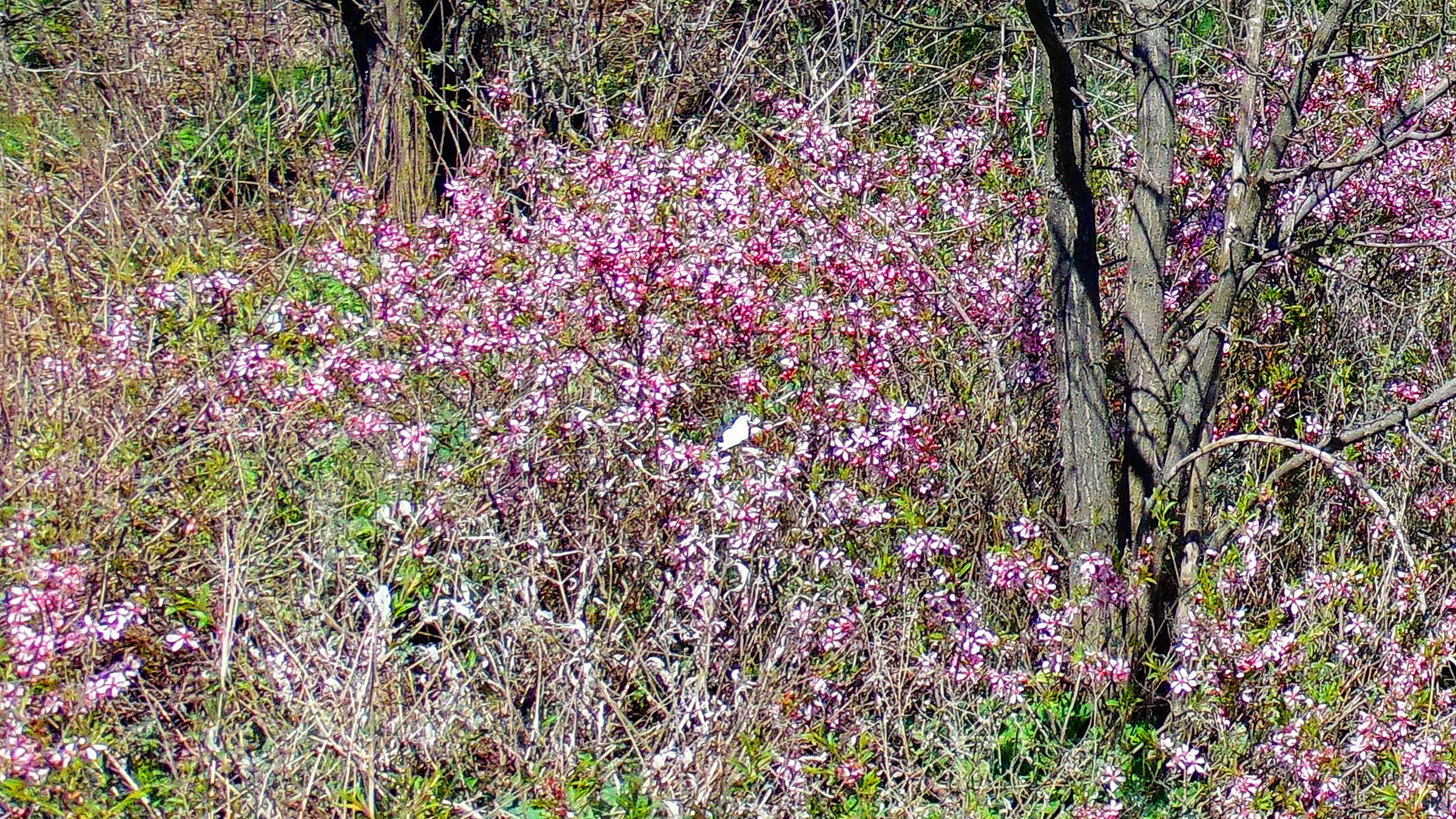
У балці Вільна
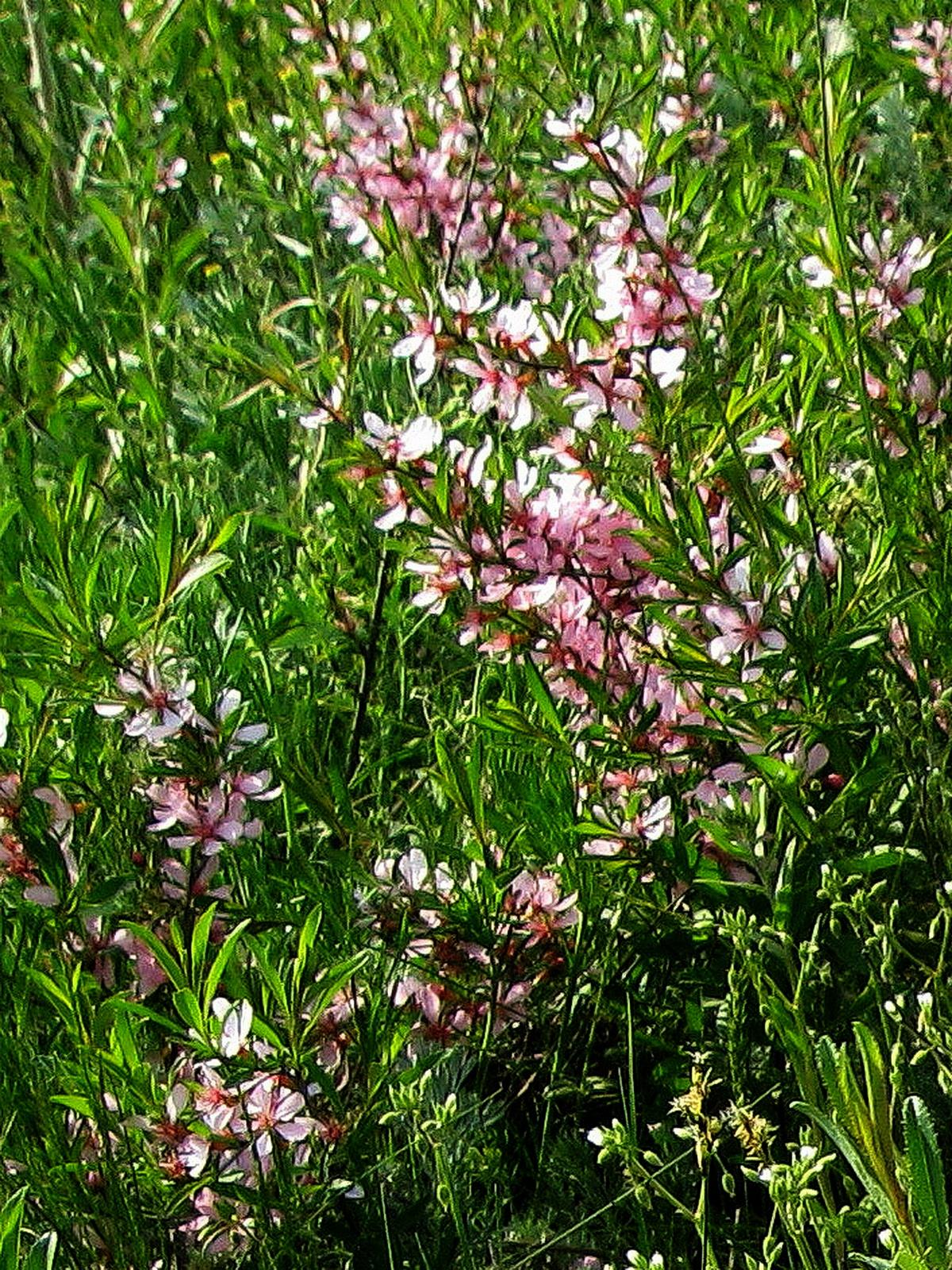
У  балці Петерса
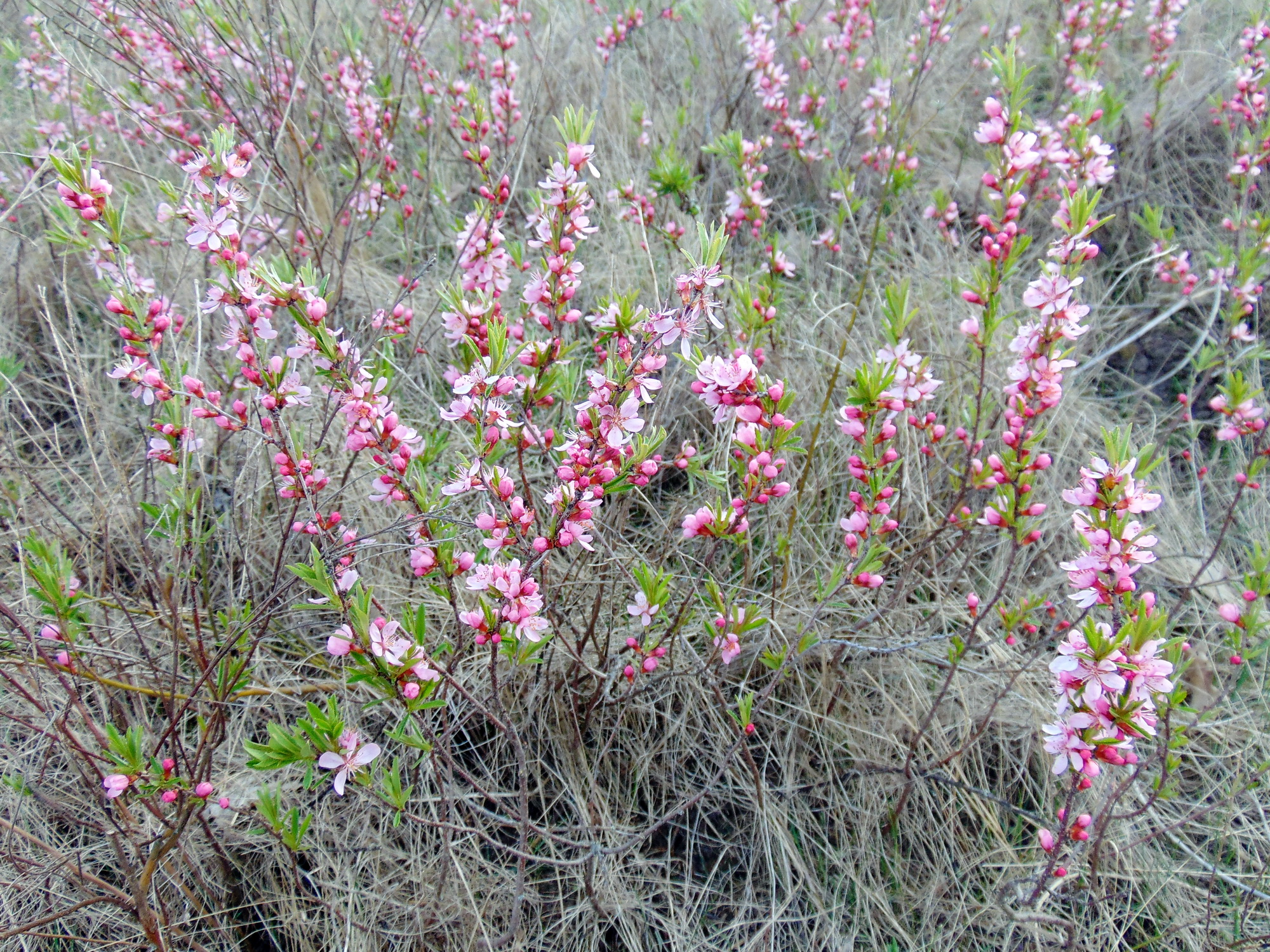
У балці Кайдацька
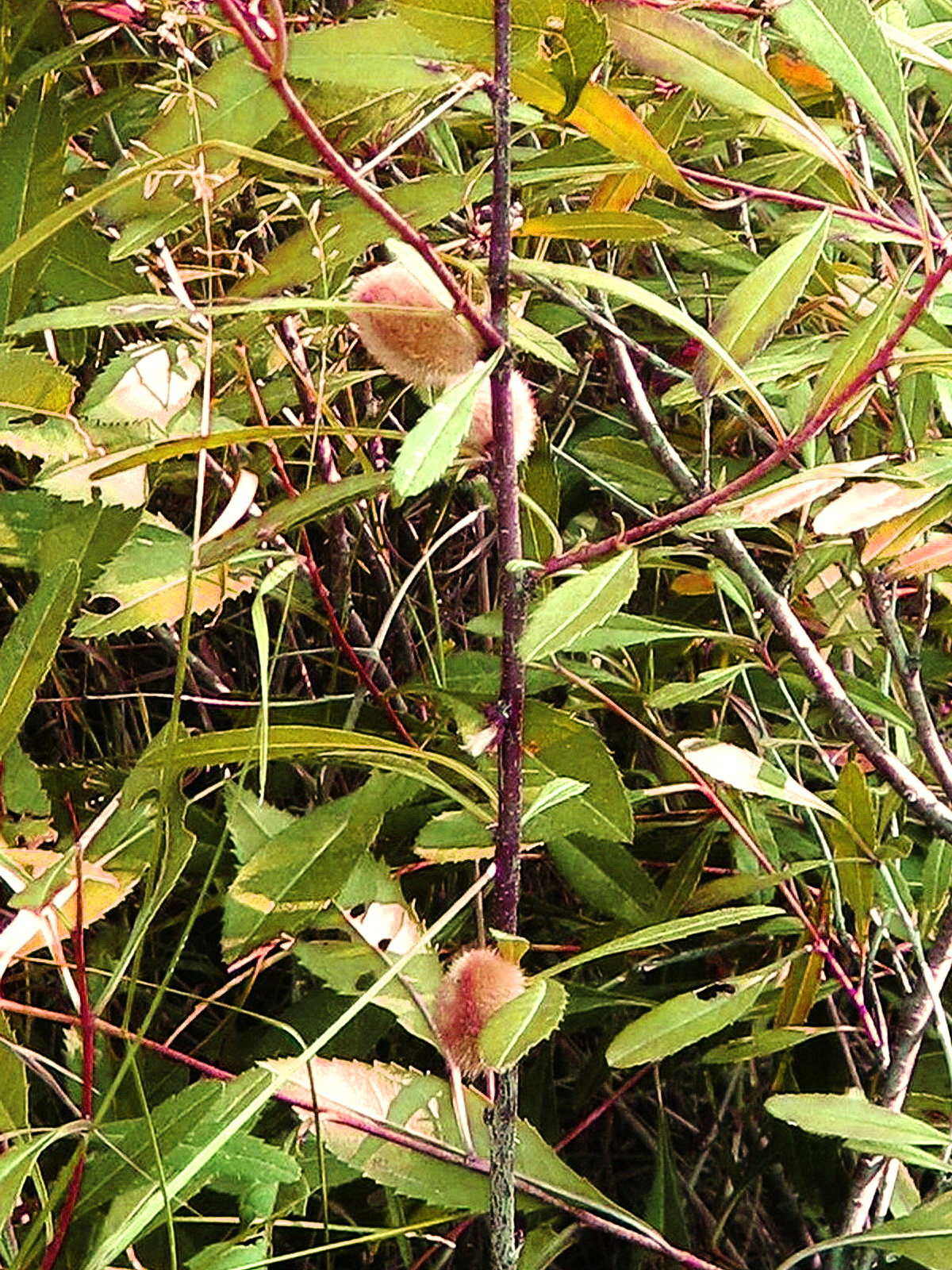
У пам'ятці природи «Балка Лукашева».
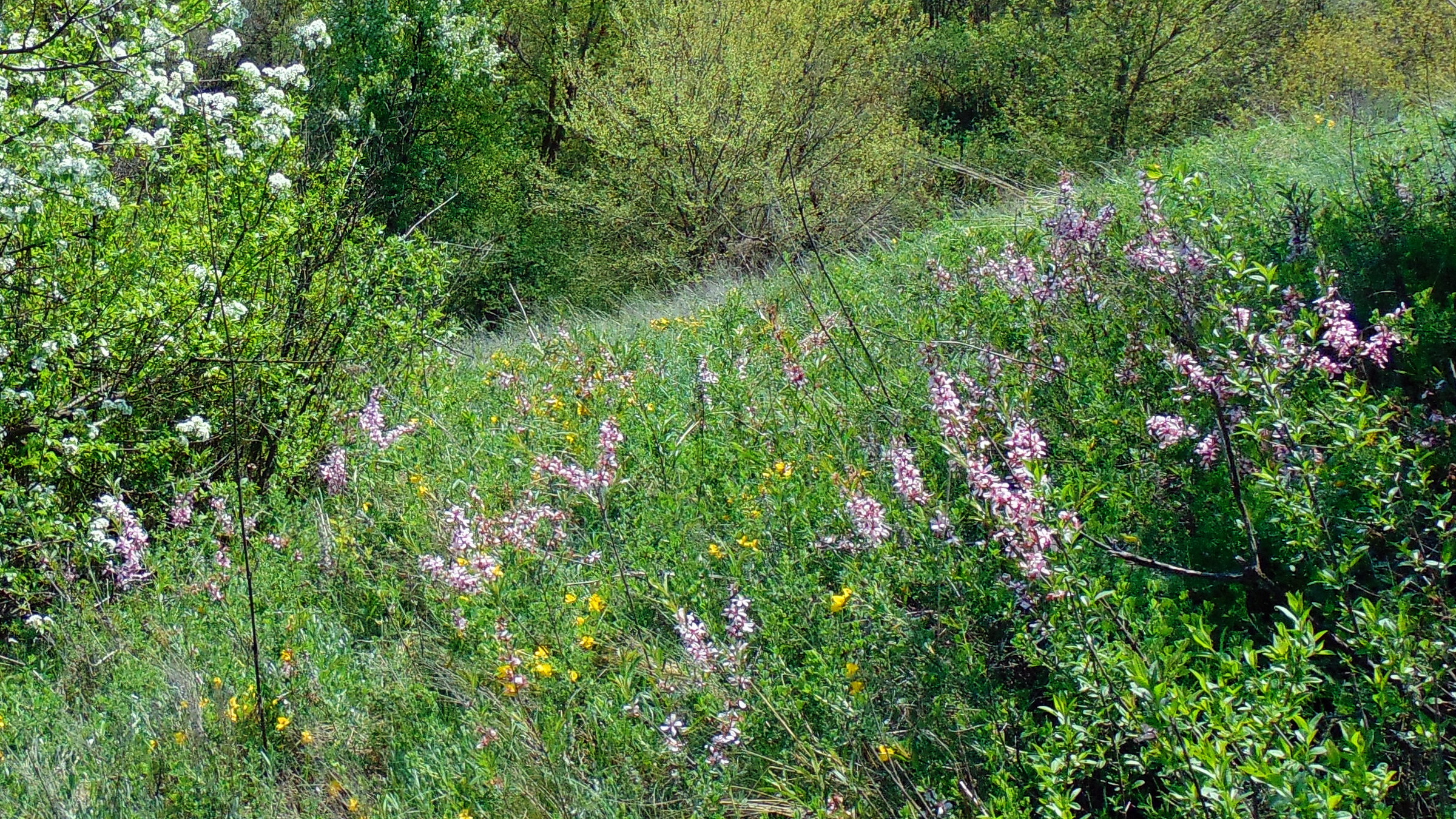
У балці Остапова

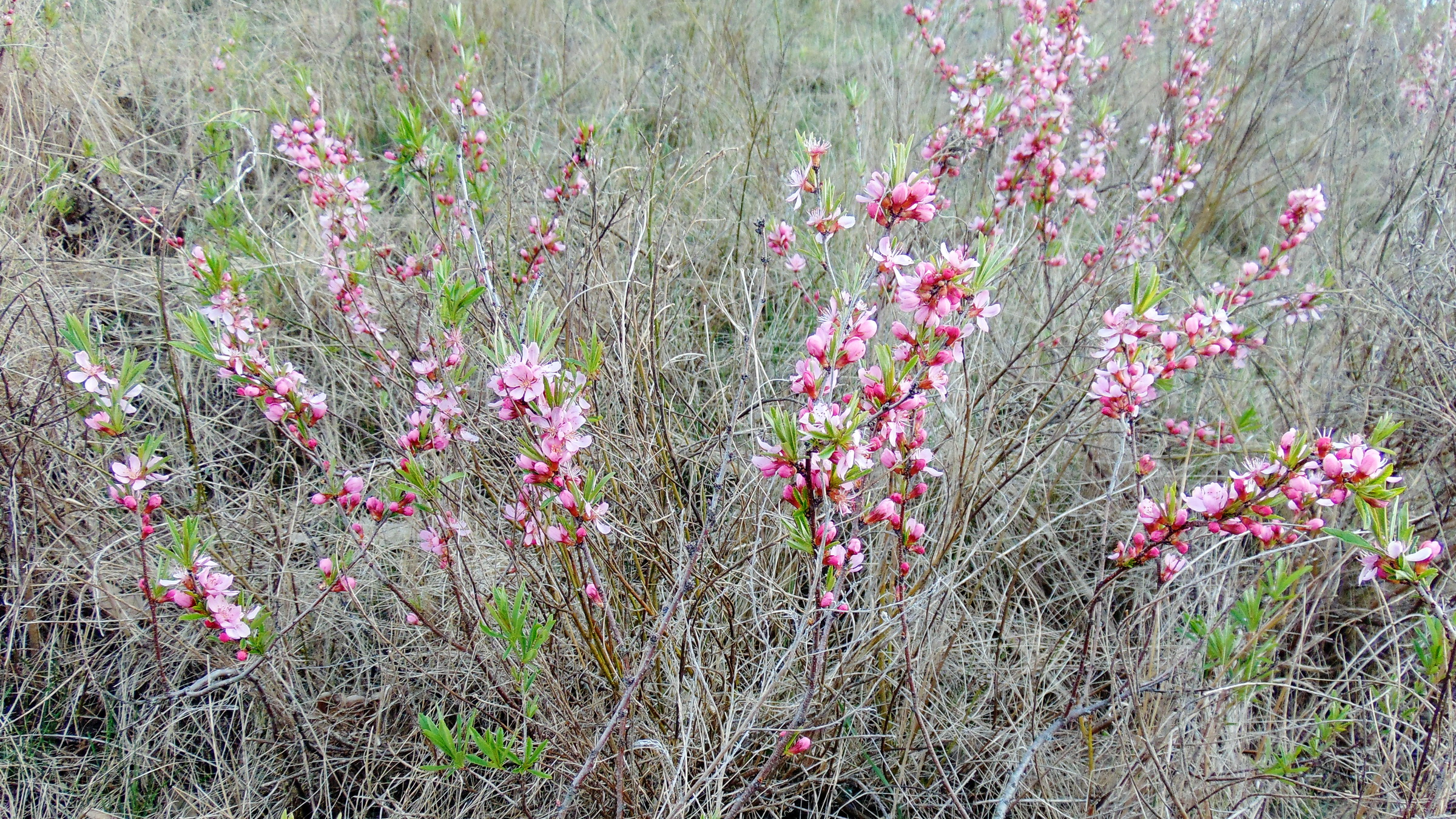
У заказнику «Верхів'я балки Канцерівська»
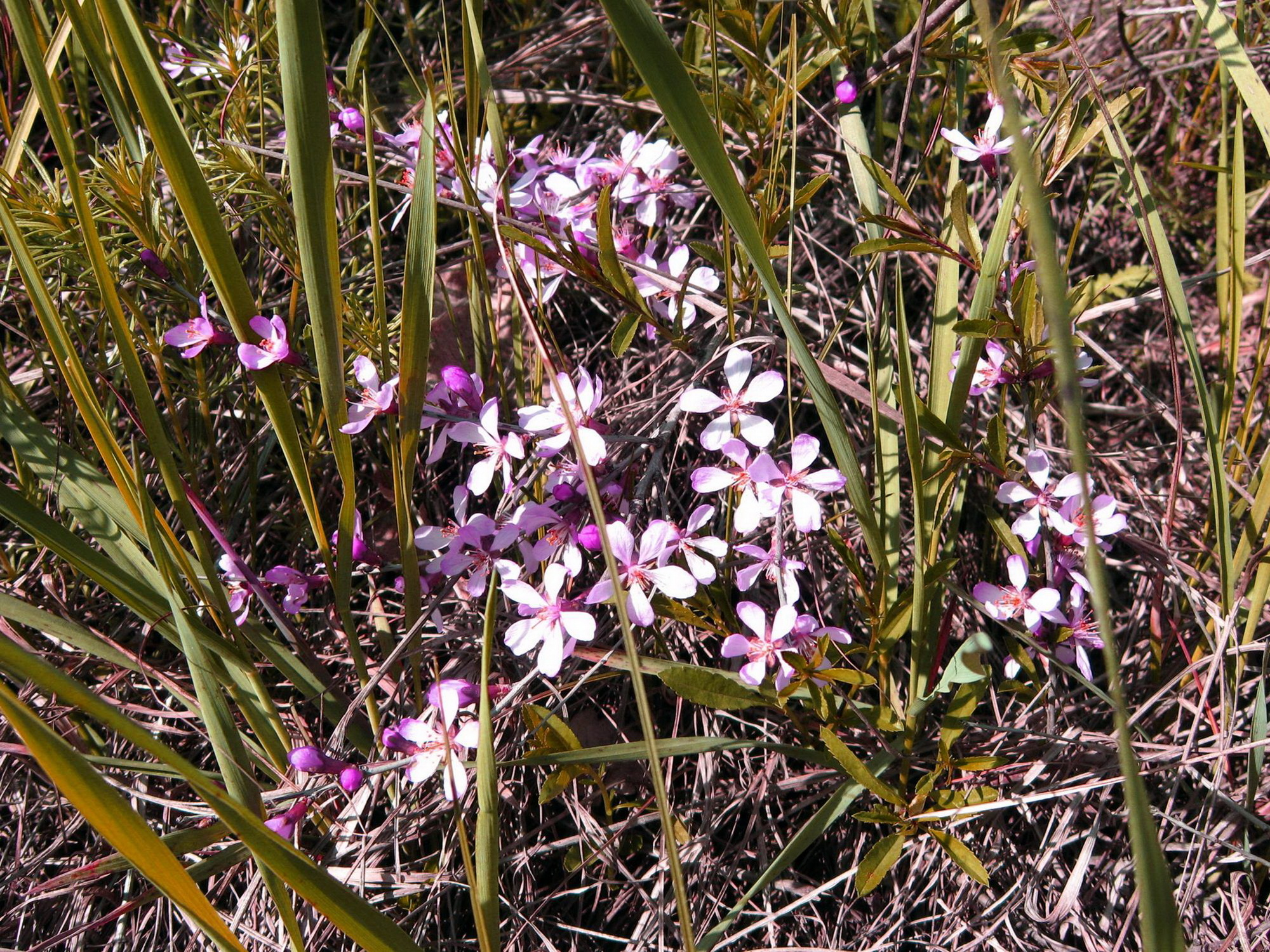
У долині р.Середня Хортиця
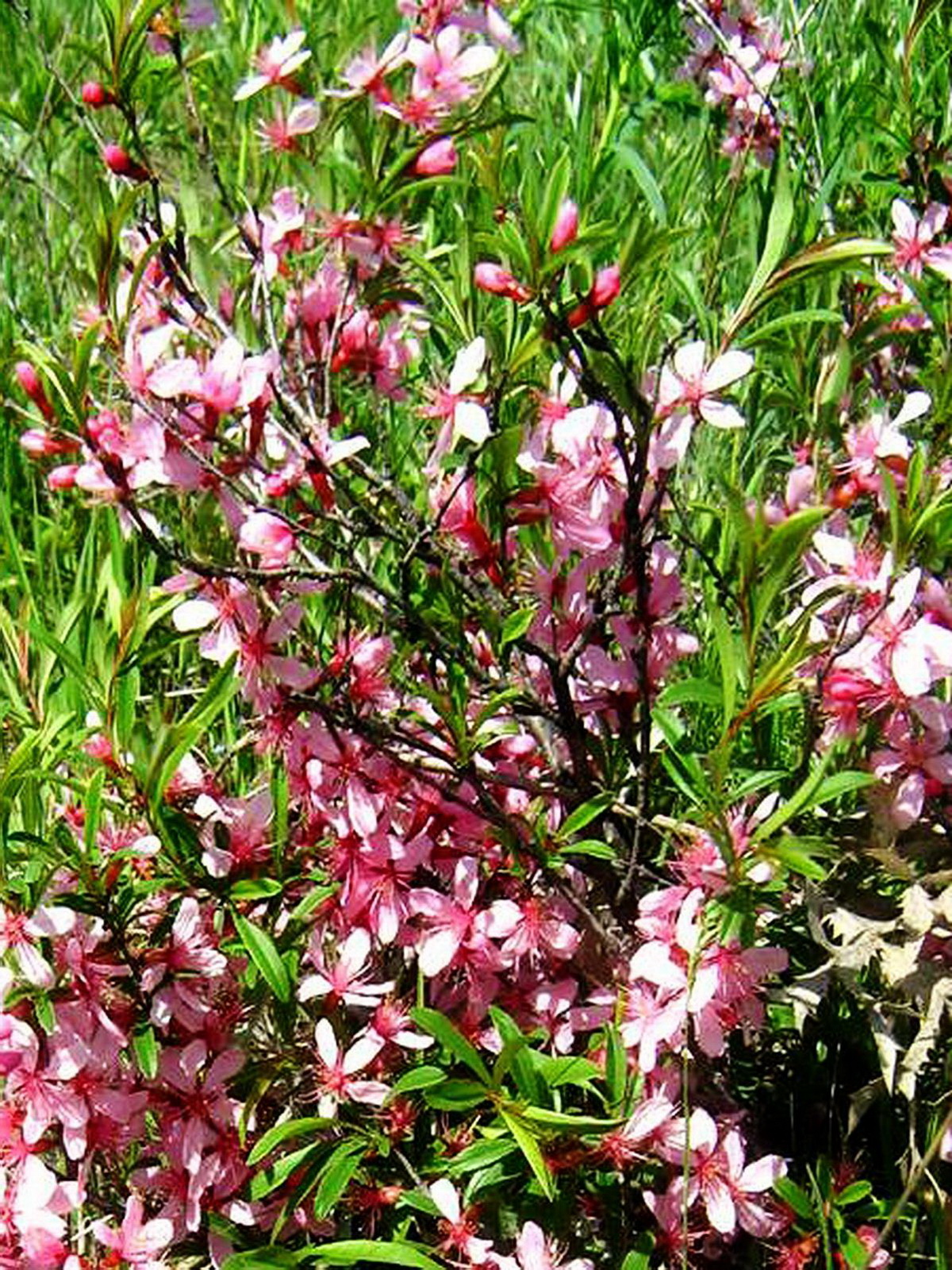
У заказнику «Томаківський»
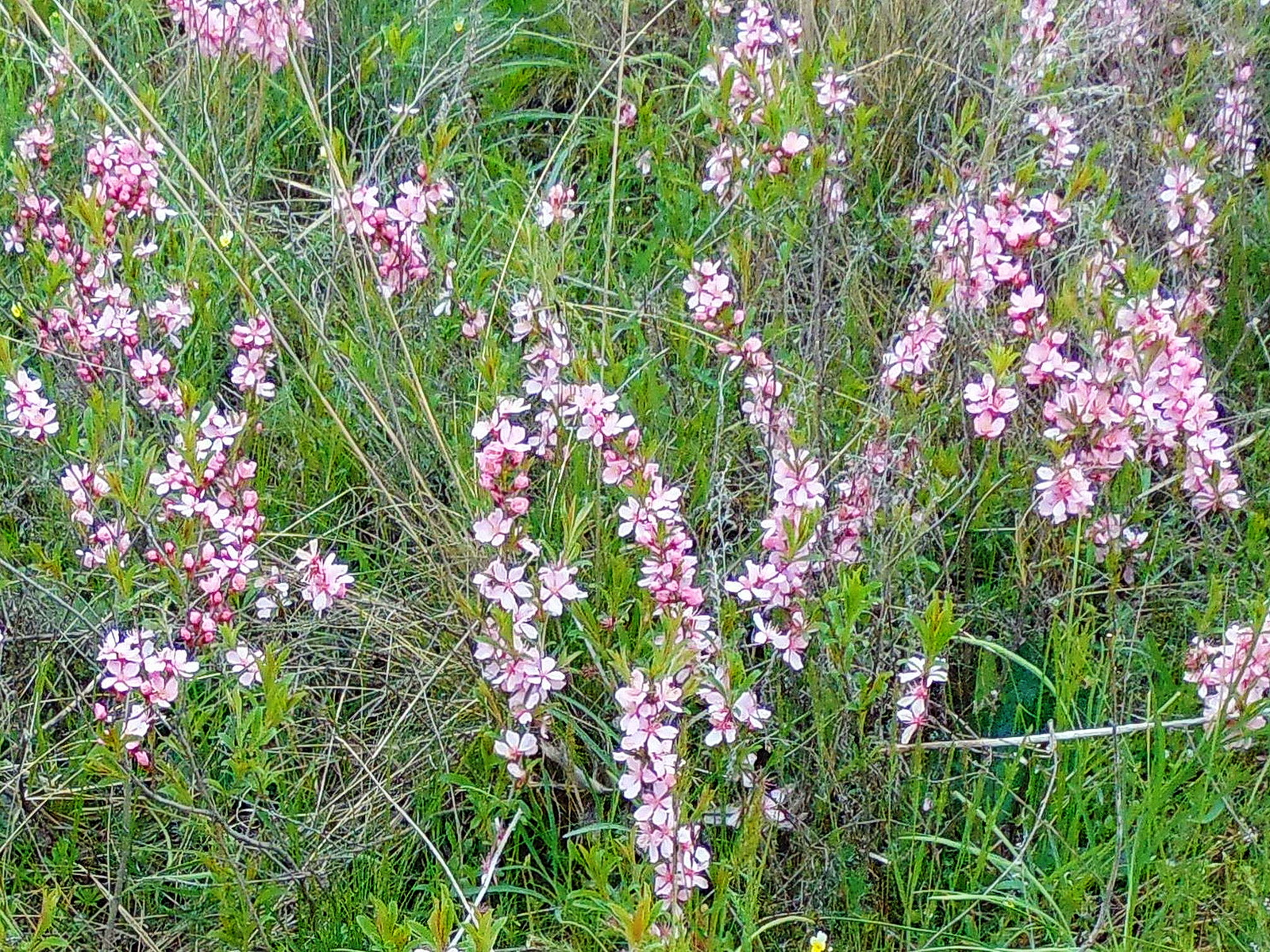
У долині р.Нижня Хортиця
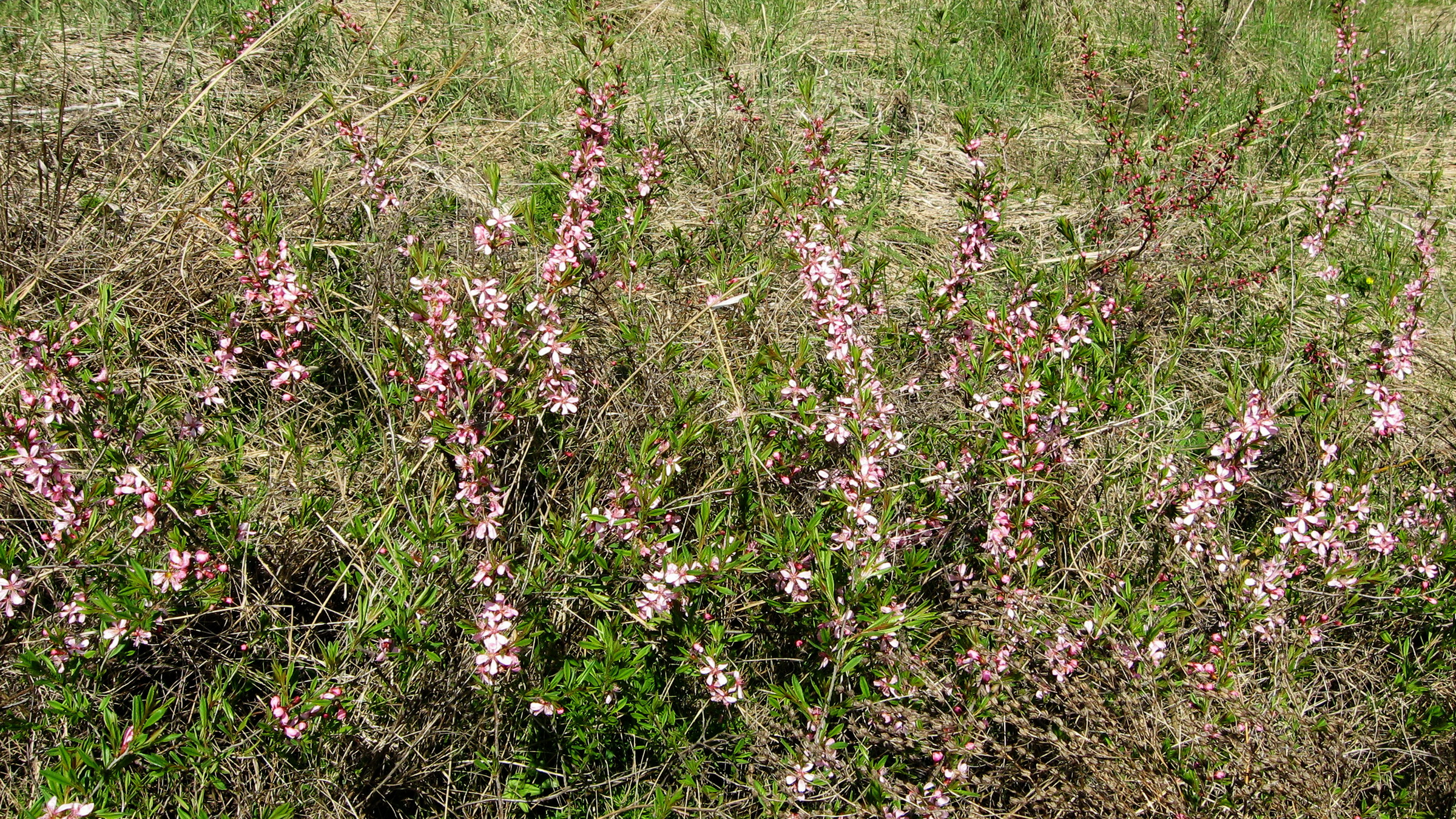
У балці Хуторська